# Iris (genre végétal)
Pour les articles homonymes, voir Iris.
Genre
Classification phylogénétique
L’Iris (nom masculin) est un genre de plantes vivaces à rhizomes ou à bulbes de la famille des Iridacées.
Le genre Iris contient 210 espèces et d'innombrables variétés horticoles. On trouve souvent dans les jardins des Iris hybrides horticoles appelés à tort Iris germaniques.

## Étymologie
Le mot « iris » est un emprunt médiéval au latin iris, iridis, lui-même emprunté au grec Iris, Iridos désignant la messagère des dieux, personnification de l'arc-en-ciel. Le terme a d'ailleurs longtemps été employé pour désigner l'arc-en-ciel. On le trouve associé à la fleur à partir du XIIIe siècle, en raison de la coloration de ses pétales, aux reflets irisés[réf. nécessaire],

## Description

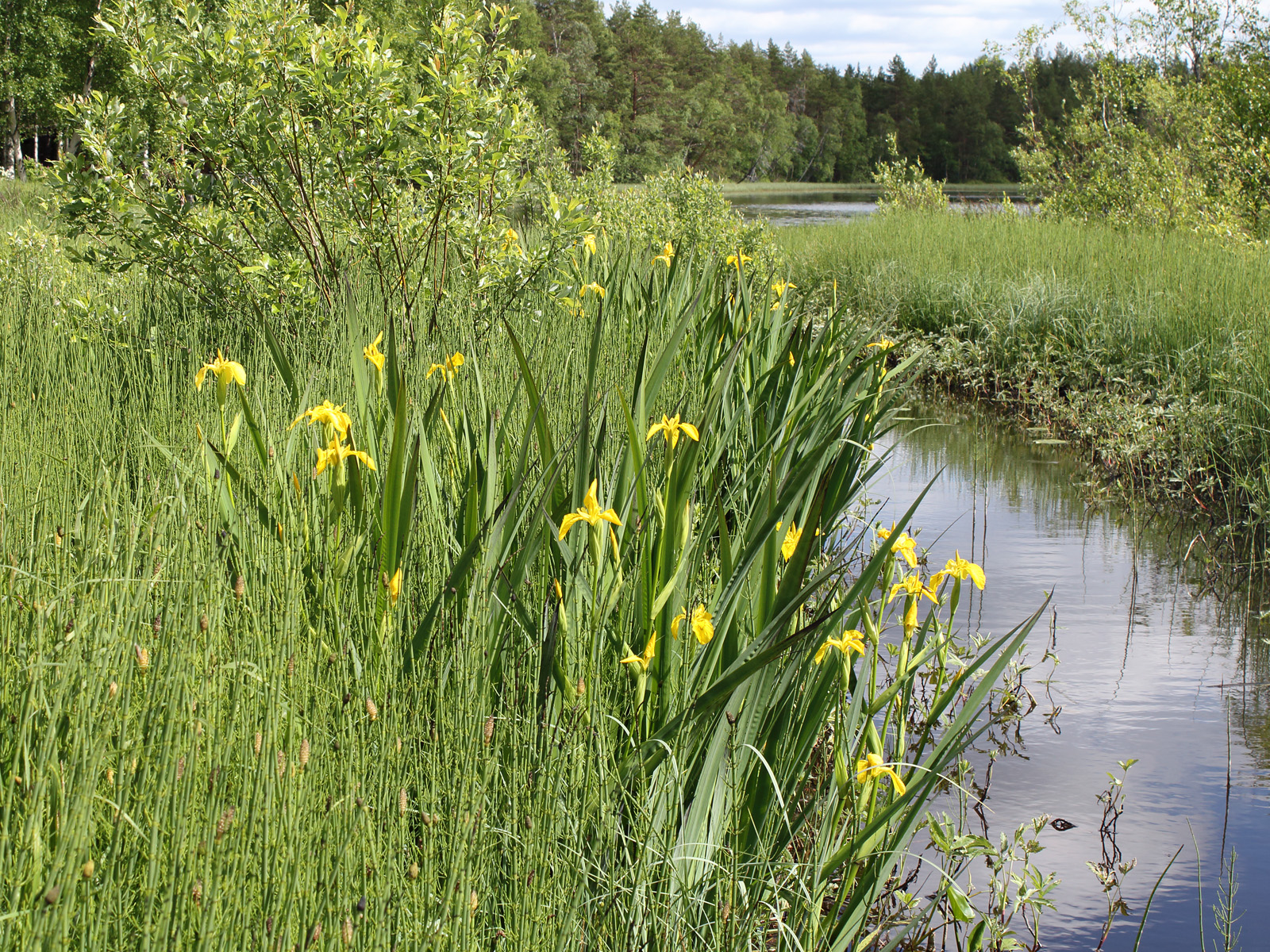
Iris sauvages (I. pseudacorus en Finlande).
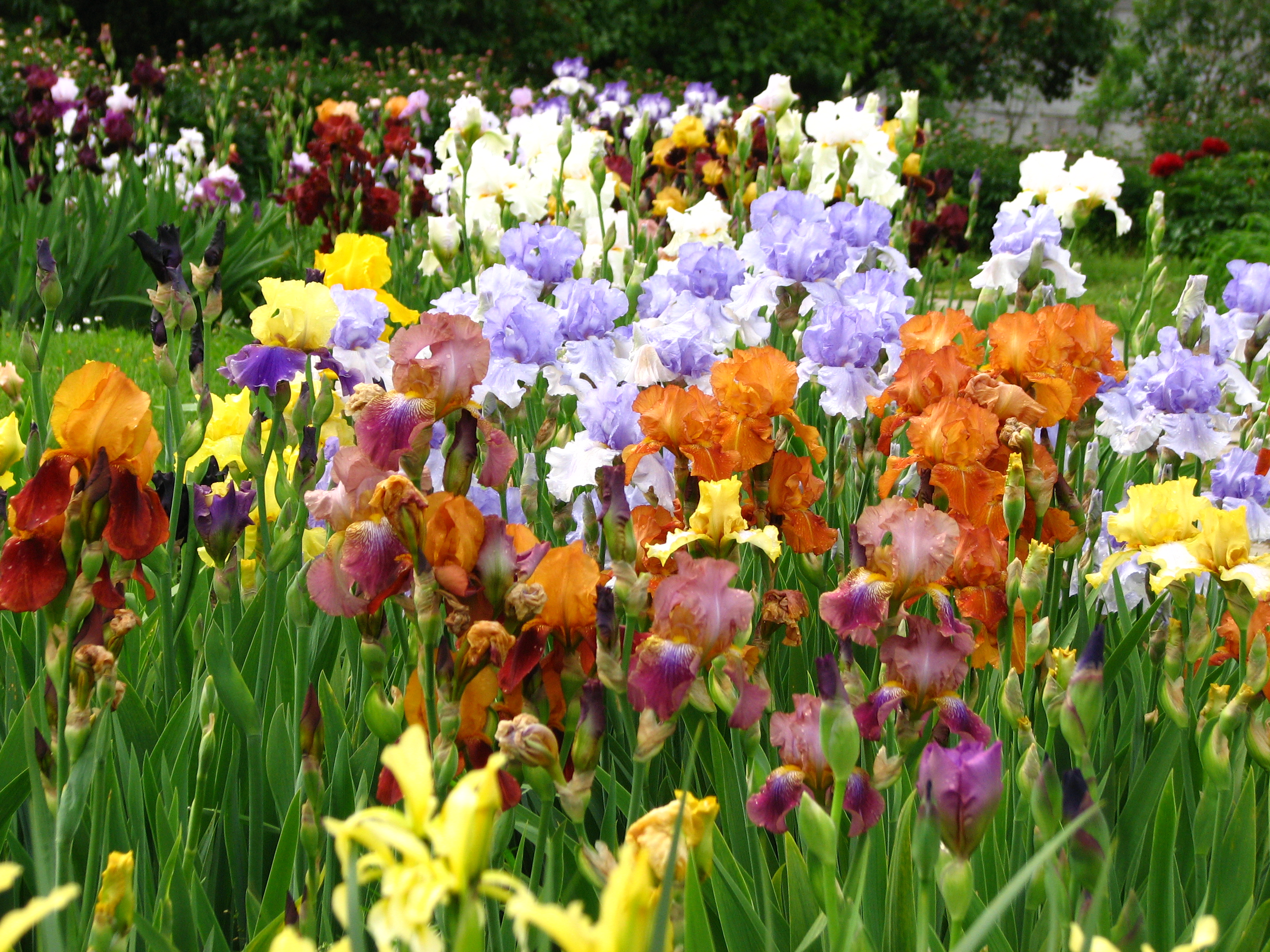
Collection d'Iris horticoles (jardin botanique à Moscou).
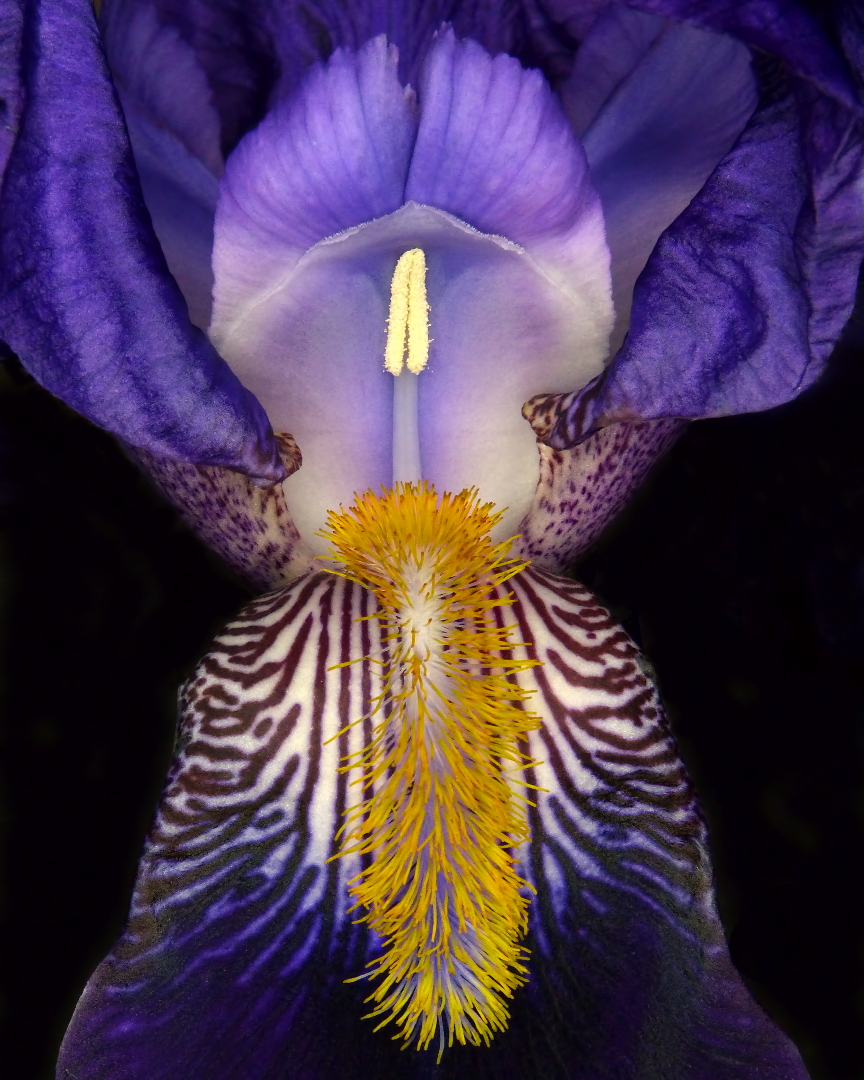
Iris à « barbe ».
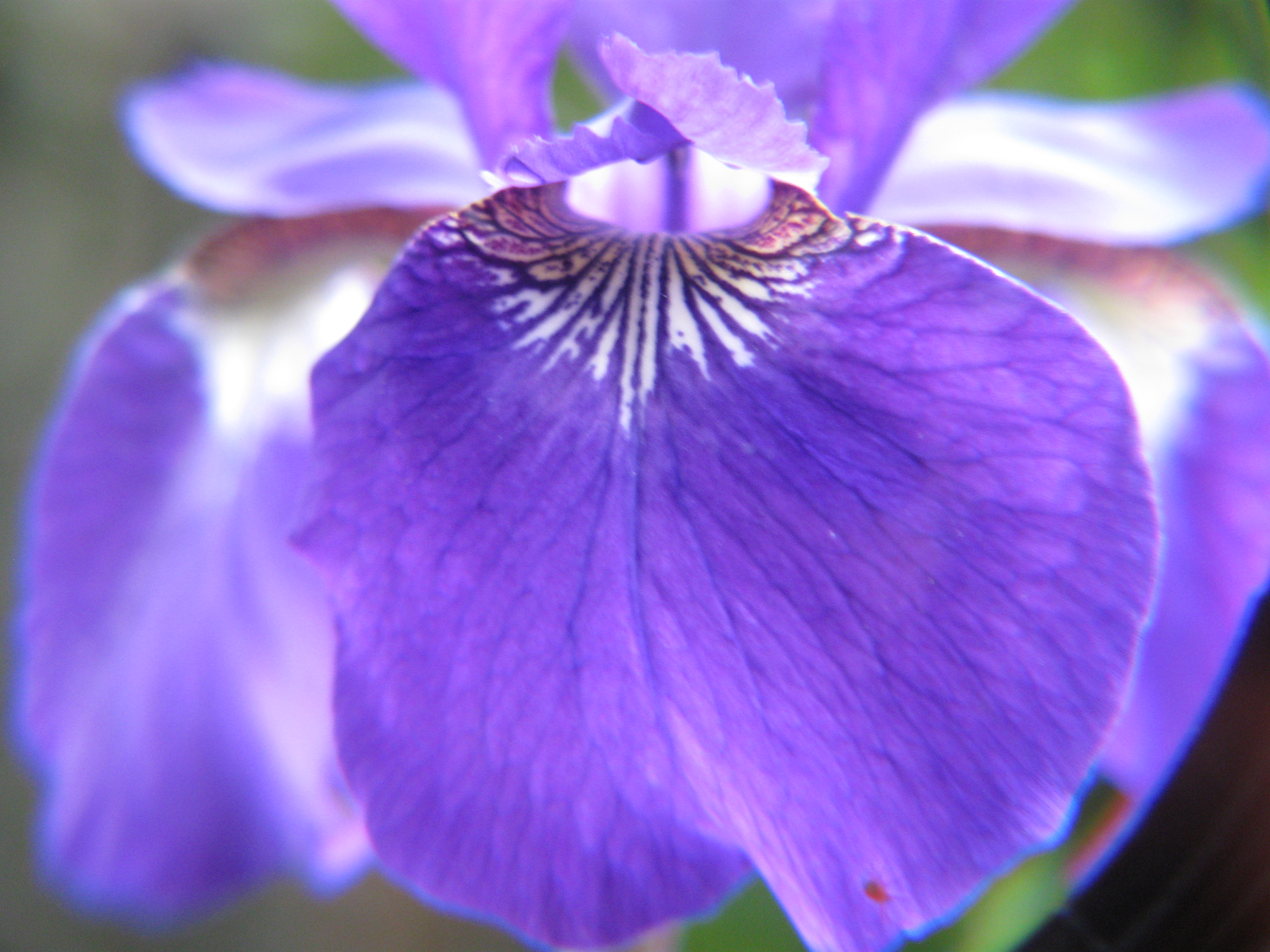
Iris non barbu (I. sibirica).
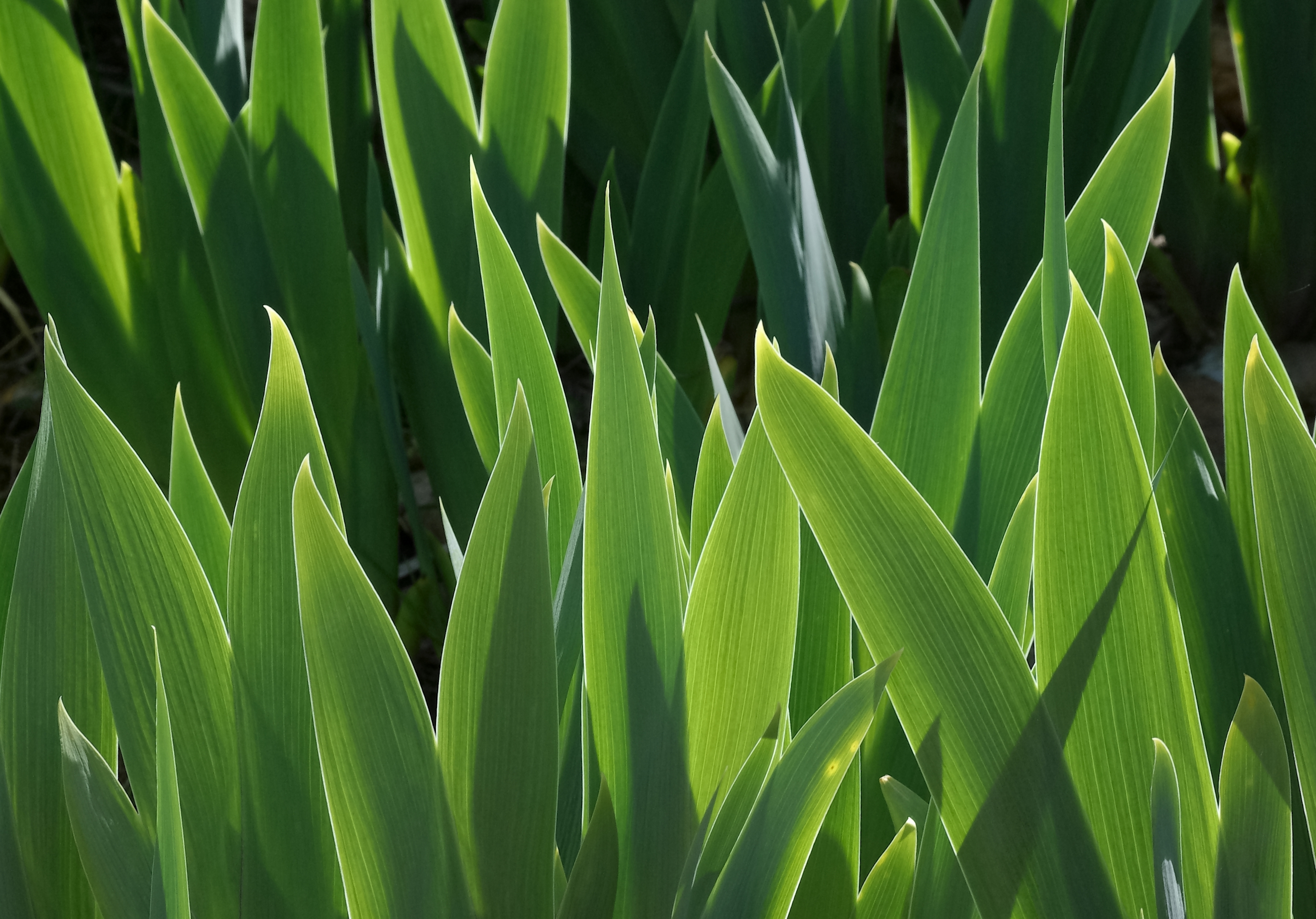
Feuilles d'Iris.
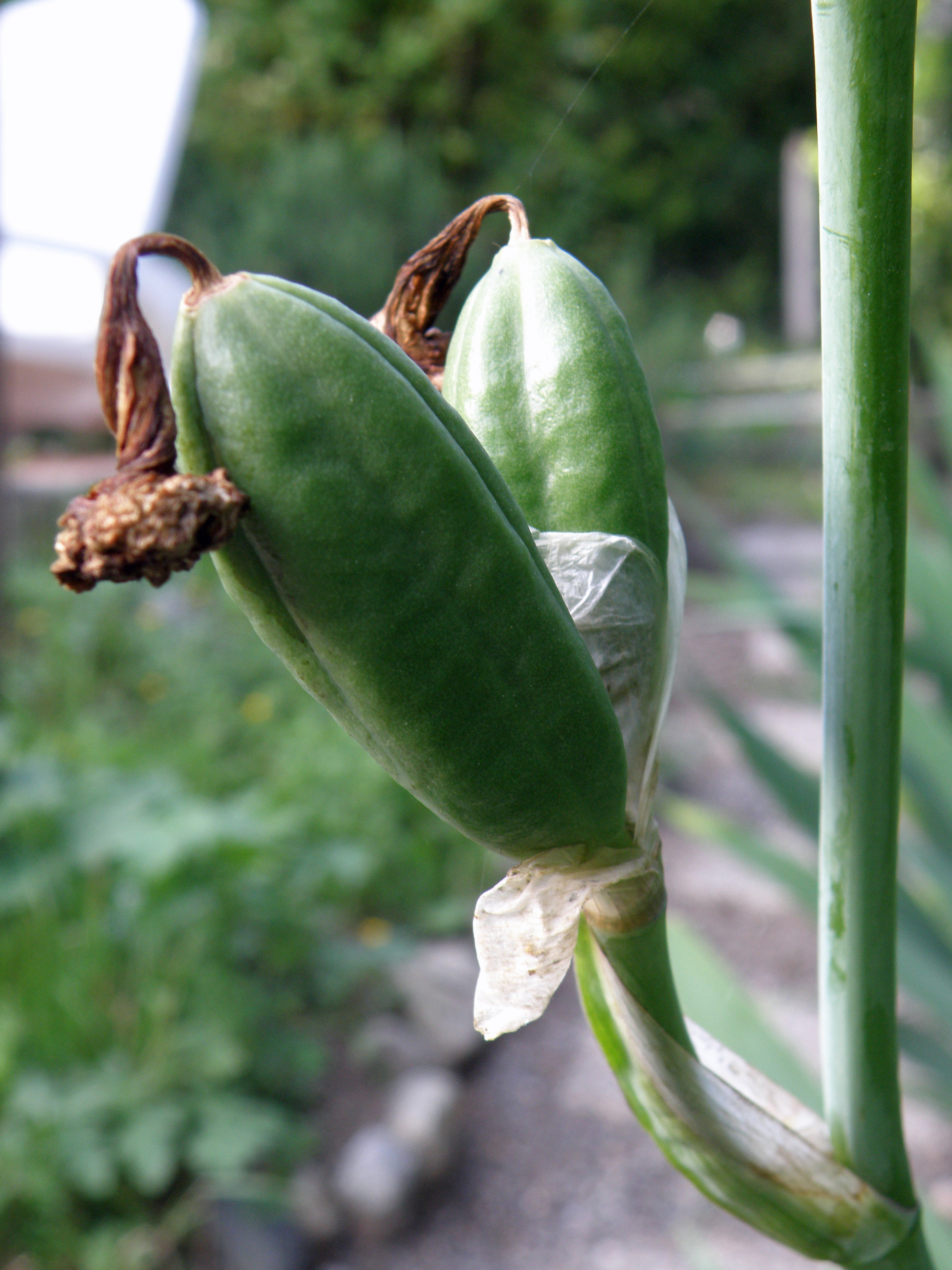
Fruits d'un Iris.
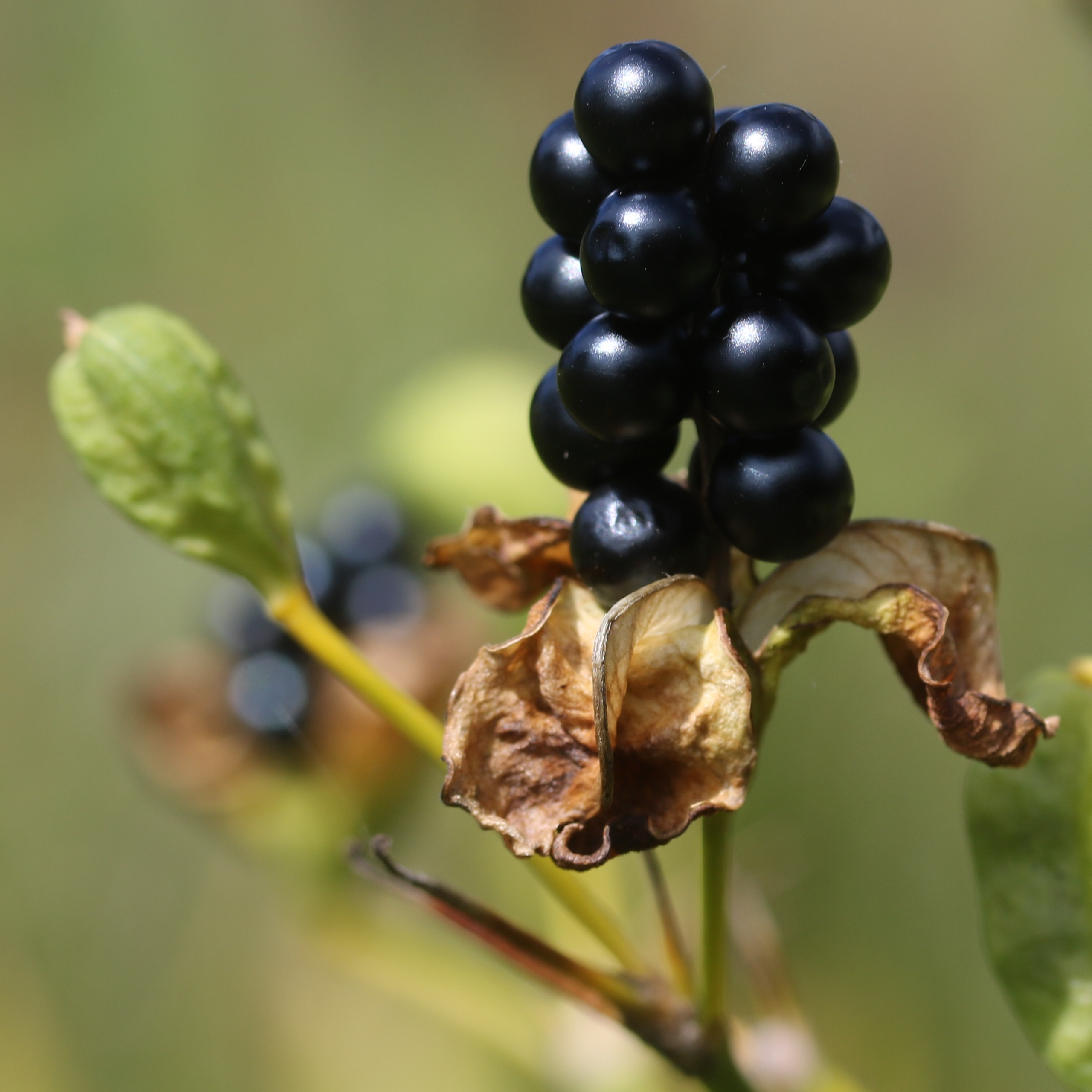
Graines (I. domestica).

Plantes vivaces, composées dont les plus répandues sont :
- les bulbeuses (type iris de Hollande) ;
- les iris à rhizome (type iris de jardin) possédant une tige souterraine (rhizome) charnue horizontale qui fait aussi office d'organe de réserve nutritive.

Tige très développée.
Les feuilles sont alternes, à base engainante, presque toujours ensiformes.
Grandes fleurs hermaphrodites groupées en cymes hélicoïdes, entourées à plusieurs dans des bractées appelées spathes, puis s'ouvrant en six tépales pétaloïdes semblables disposés sur deux rangs :
- les trois tépales extérieurs ou sépales sont horizontaux ou réfléchis, à large limbe ;
- les trois tépales intérieurs ou pétales, plus petits, sont dressés, souvent connivents.

Trois étamines constituées de deux éléments : le filament et l'anthère sur lequel se trouve le pollen, insérées à la base des tépales extérieurs, à anthères extrorses (le pollen est libéré vers l'extérieur de la fleur, en l'occurrence les trois grands tépales).
Style à trois stigmates très dilatés, pétaloïdes.
Le fruit, soudé avec le tube du périanthe, est une capsule à trois loges contenant plusieurs graines.

## Répartition
Comme de nombreuses plantes à fleurs, les premiers iris sont apparus vers la fin du Crétacé (Campanien) il y a environ 80 millions d'années dans une zone devenue aujourd'hui l'Antarctique.
On trouve aujourd'hui des Iris dans tout l'hémisphère nord, aussi bien en Europe qu'en Asie, en Afrique du Nord et en Amérique du Nord.

## Ennemis

### Insectes

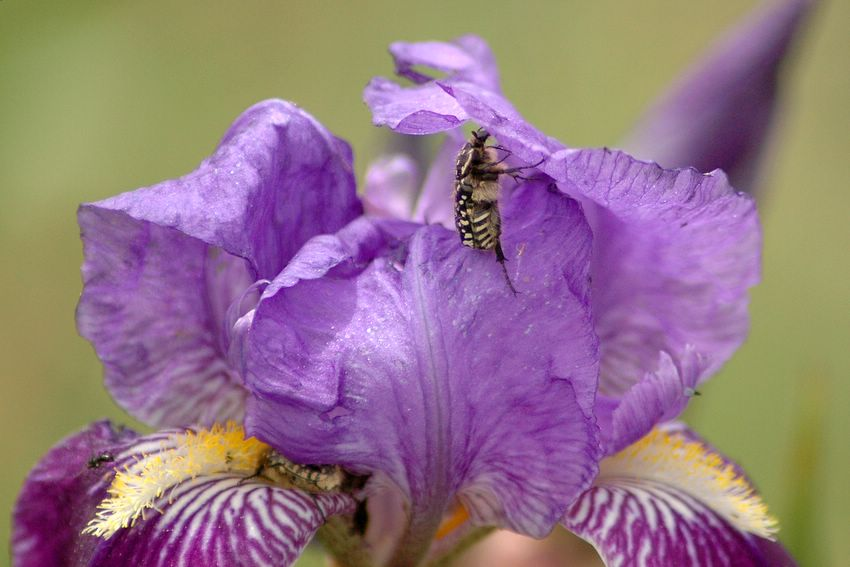
Cétoines dans un iris.

La Cétoine grise (Oxythyrea funesta) peut s'attaquer aux fleurs d'iris.
La pupe d'Orthochaeta dissimilis s'attaque aux pollens.
Les chenilles des papillons de nuit (hétérocères) suivants se nourrissent d'iris :
- la Cténuche de Virginie, Ctenucha virginica (Erebidae),
- la Plusie de la fétuque, Plusia festucae (Noctuidae).
- le Perceur de l'iris, Macronoctua onusta (Noctuidae).

### Autres pathogènes
En climat humide, l'hétérosporiose (Cladosporium iridis) peut créer des taches brunes sur le feuillage sans gêner la floraison ni s'attaquer aux rhizomes. Il convient d'appliquer un fongicide (mélangé à un corps gras pour adhérer aux feuilles cireuses) en début de saison lorsque les feuilles atteignent 10 cm (chaque semaine pendant 4 à 6 semaines) pour limiter la propagation des spores qui pourrait tuer la plante en quelques années.
La pourriture molle, provoquée par la bactérie Erwinia carotovora, peut, elle, attaquer les rhizomes. Dans ce cas, ils mollissent et dégagent une odeur nauséabonde. Cela survient souvent sur sol trop peu drainant et/ou trop riche en matière organique mal décomposée. Il faut supprimer entièrement la partie atteinte en coupant en partie saine avec un outil bien tranchant et propre, puis laisser sécher la surface de coupe et vaporiser avec un antiseptique de type eau de javel ou permanganate dilué.

## Nomenclature et systématique
Le genre Iris a été décrit en 1753 par le naturaliste suédois Carl von Linné (1707-1778). Il est assigné à la famille des Iridaceae.

### Synonymes
Selon BioLib (14 novembre 2020), les synonymes du genre Iris L. sont les suivants :
- Alatavia Rodion.
- Belamcanda Adans.
- Beverna Adans.
- Chamaeiris Medik.
- Chamoletta Adans.
- Coresantha Alef.
- Costia Willk. p.p.
- Cryptobasis Nevski
- Eremiris (Spach) Rodion.
- Evansia Salisb.

### Classification
Il y a eu différentes classifications au cours de l'histoire. La plus récente est celle de Brian Mathew en 1989, ci-dessous détaillée :
Selon B. Mathew le genre Iris est divisé en 6 sous-genres :
- Iris (Iris barbus à rhizomes) aussi appelé 'pogon" ("barbe" en grec) ou "Eupogon" (vraie barbe)
- Limniris (Iris sans barbe à rhizomes)
- Xiphium (Iris à bulbe mou, anciennement genre Xiphion)
- Nepalensis (Iris bulbeux, anciennement genre Junopsis)
- Scorpiris (Iris à bulbe mou, anciennement genre Juno)
- Hermodactyloides (Iris à bulbe réticulé: anciennement genre Iridodictyum)

Chacun de ces sous-genres se divise en différentes sections et espèces.
Vous trouverez cette classification détaillée ci-dessous.

## Utilisation par les humains
Outre leur attrait ornemental, certains iris ont des propriétés techniques, alimentaires ou chimiques intéressantes.

### Horticulture

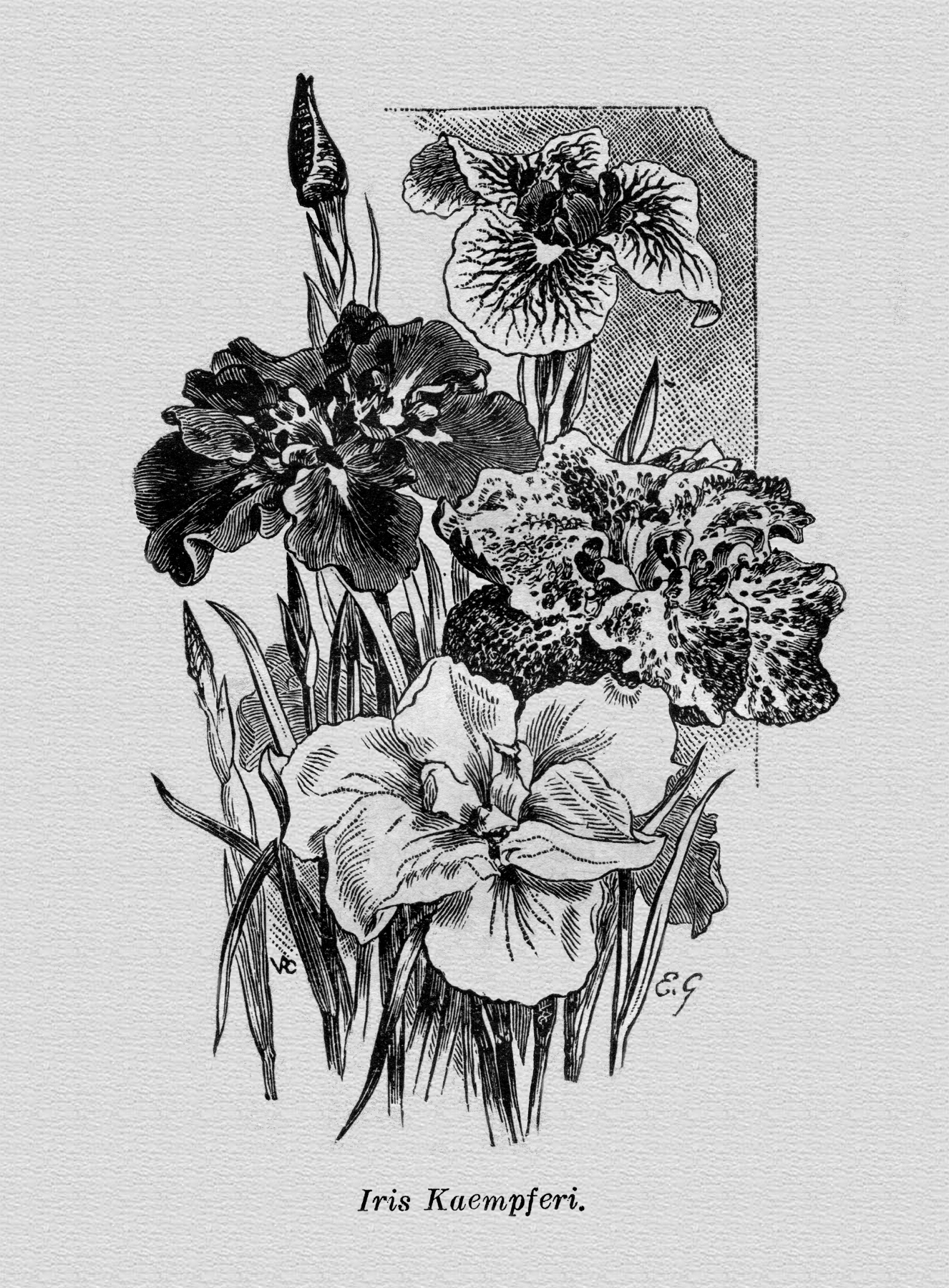
Floriculture d'Adolphe Buyssens (1910)
fig.132 - Iris Kaempferi

L’obtention par hybridation de très nombreux cultivars a conduit à l’élaboration d’une classification horticole très différente de la botanique pour les iris de jardin.
En période de floraison des iris, les horticulteurs organisent des événements destinés aux collectionneurs ou simples amateurs. Par exemple, une exposition d'iris en Suisse dans les jardins du château de Vullierens, ou bien encore un Festival de l'Iris qui a lieu chaque année en France au château d'Auvers-sur-Oise.

### Génie végétal

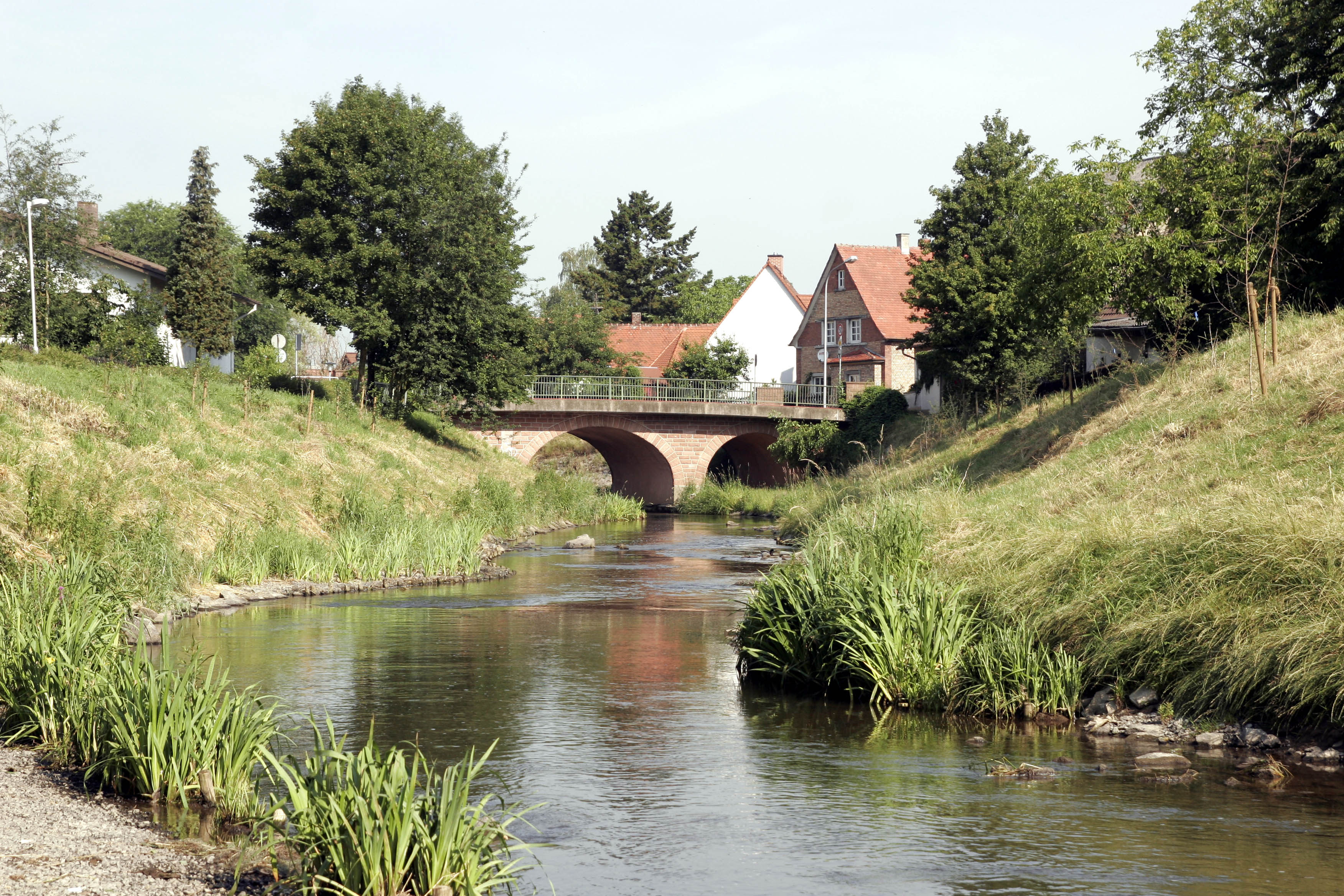
Berges stabilisées par un peuplement d'iris.

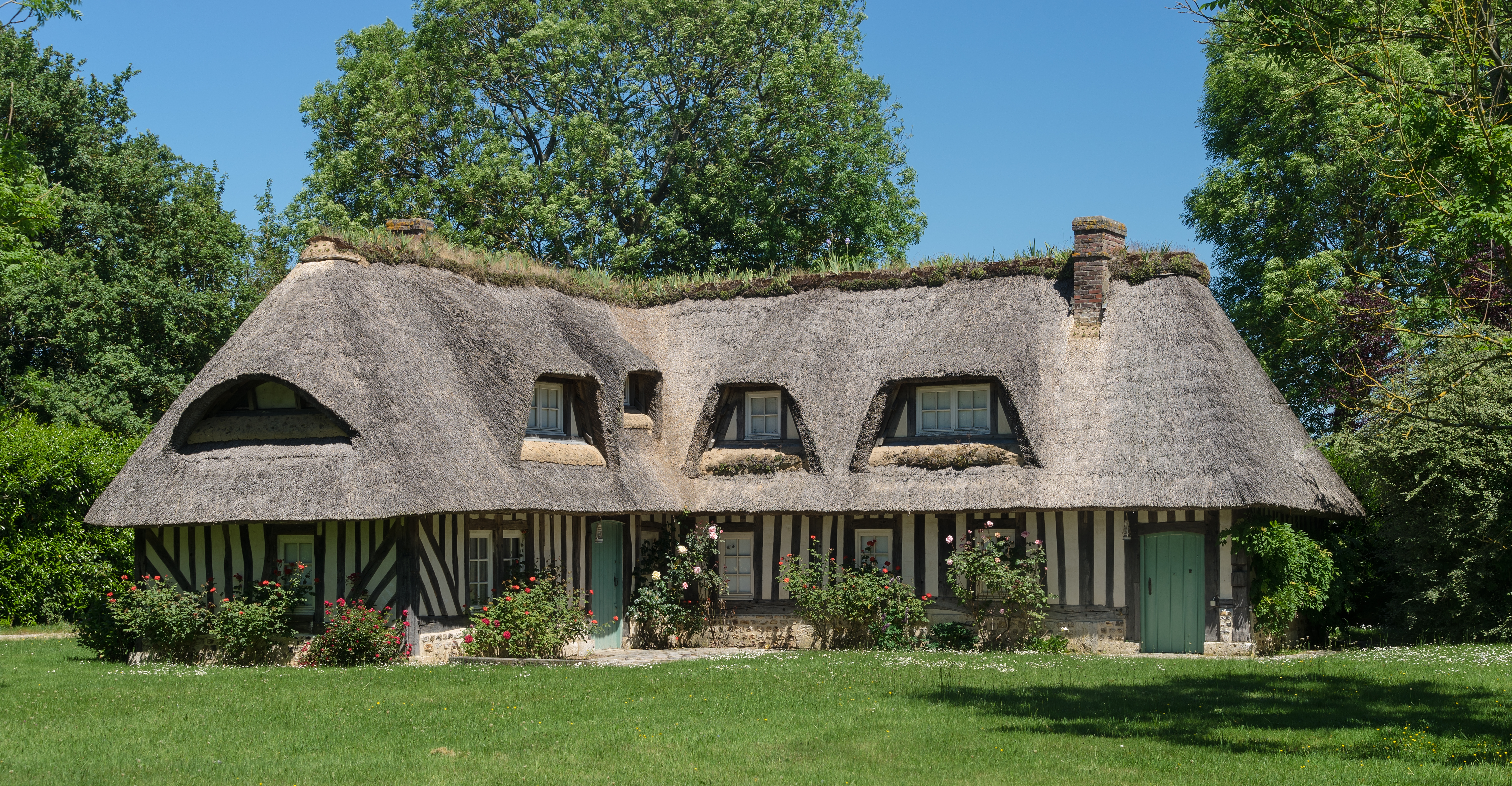
Iris au faîtage d'un toit de chaume normand.

Les rhizomes des iris contribuent à stabiliser les berges et vasières des cours d'eau.
Mais aussi quand le faîtage des toits de chaume est végétalisé, comme en Normandie, des iris sont notamment utilisés pour leurs qualités drainantes.

### Feuilles
Les amérindiens du nord utilisaient les fibres des feuilles d'iris pour produire de fines et résistantes cordelettes.

### Usages alimentaires
Selon l'ethnobotaniste François Couplan (2009), les rhizomes (ou « cormes ») de la plupart des espèces d'Iris sont immangeables car très âcres voire toxiques. Mais ceux de plusieurs espèces - en séchant - dégagent une odeur agréable, proche du parfum de la violette ; c'est le cas pour I. germanica et I. pallida en Europe, plantes utilisées depuis l'antiquité. Leurs rhizomes étaient mastiqués, ou réduits en poudre pour aromatiser certains plats ou desserts.
Ils servent aussi à aromatiser certains alcools (Gin ou Chianti par exemple). Quand le vin prenait un goût de moisi en fermentant dans son tonneau, on y jetait un rhizome d'Iris pour cacher ce goût et améliorer le vin.
Au Japon et dans d'autres régions d'Asie I. sibirica (naturellement aussi présent en Europe centrale et de l'Est), et I. tectorum (parfois présent aujourd'hui dans les jardins en Europe comme plante décorative) sont cultivés pour produire de la fécule de racine, bien que certains cultivars ou souches aient un goût très âcre.
Le rhizome d’Iris filifolia était mangé en Afrique du nord, et celui d’Iris germanica en Anatolie (outre une essence aromatique, il contient des composants amylacés, pour 50 % de son poids environ, du tanin, un glucoside (irisine) et des fibres). Il était réputé expectorant et diurétique, mais ceux d'autres espèces comme Iris pseudacorus et Iris foetidissima (sud et l'ouest de l'Europe) ou Iris sibirica sont toxiques (irritants, vésicant émétiques et purgatifs).
Graines : celles d’Iris pseudacorus, longuement torréfiées, ont servi de succédané au café, et en Alaska celles d’Iris setosa (en) étaient consommées torréfiées.

### Parfum

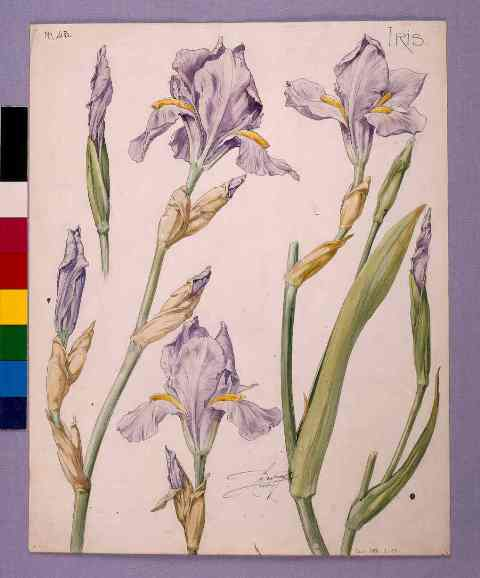
Etude d'Iris no 43, par Henri Bergé, début du XXe siècle, Musée de l'Ecole de Nancy.

L'essence d'iris, obtenue après une distillation extrêmement délicate, est un fixateur de parfum réputé. L'odeur évoque celle de la violette, propriété due à la présence d'irone.
Seules certaines espèces sont très recherchées en parfumerie pour leur rhizome, dont on extrait l'essence d'iris et son principal composant, l'irone. La principale espèce est Iris germanica, originaire du pourtour nord de la Méditerranée, avec surtout sa forme blanche plus connue sous le nom d'« iris de Florence » (anciennement Iris florentina) qui correspondrait à l'iris de l'Antiquité grecque. Dans une moindre mesure on utilise aussi Iris pallida, cultivé en Italie et au Maroc, mais qui a été cultivé aussi à Grasse et ses environs, de même que l'iris de Florence.
Il semble que la mode de l'iris comme parfum ait été lancée par Catherine de Médicis[réf. souhaitée]. Après avoir été un moment considéré comme démodé, l'iris entre toujours aujourd'hui dans la composition de nombreux parfums, associé aux notes florales ou comme note de fond.

### Cosmétique
La poudre de racine d'iris est obtenue à partir des rhizomes d’Iris germanica longuement fermentés, mis à sécher pendant au moins trois ans, pilés, puis tamisés, donnant une fine poudre blanche et parfumée, appelée communément « poudre de riz ». Elle était utilisée notamment au XVIIe siècle pour traiter les cheveux, mais on lui prêtait aussi des vertus pour blanchir les dents et apaiser les gencives douloureuses.

## Aspects culturels

### Fleur associée à Horus d'Égypte

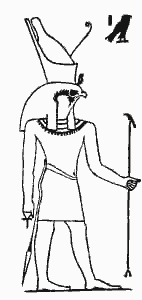
Dieu Horus de la mythologie égyptienne

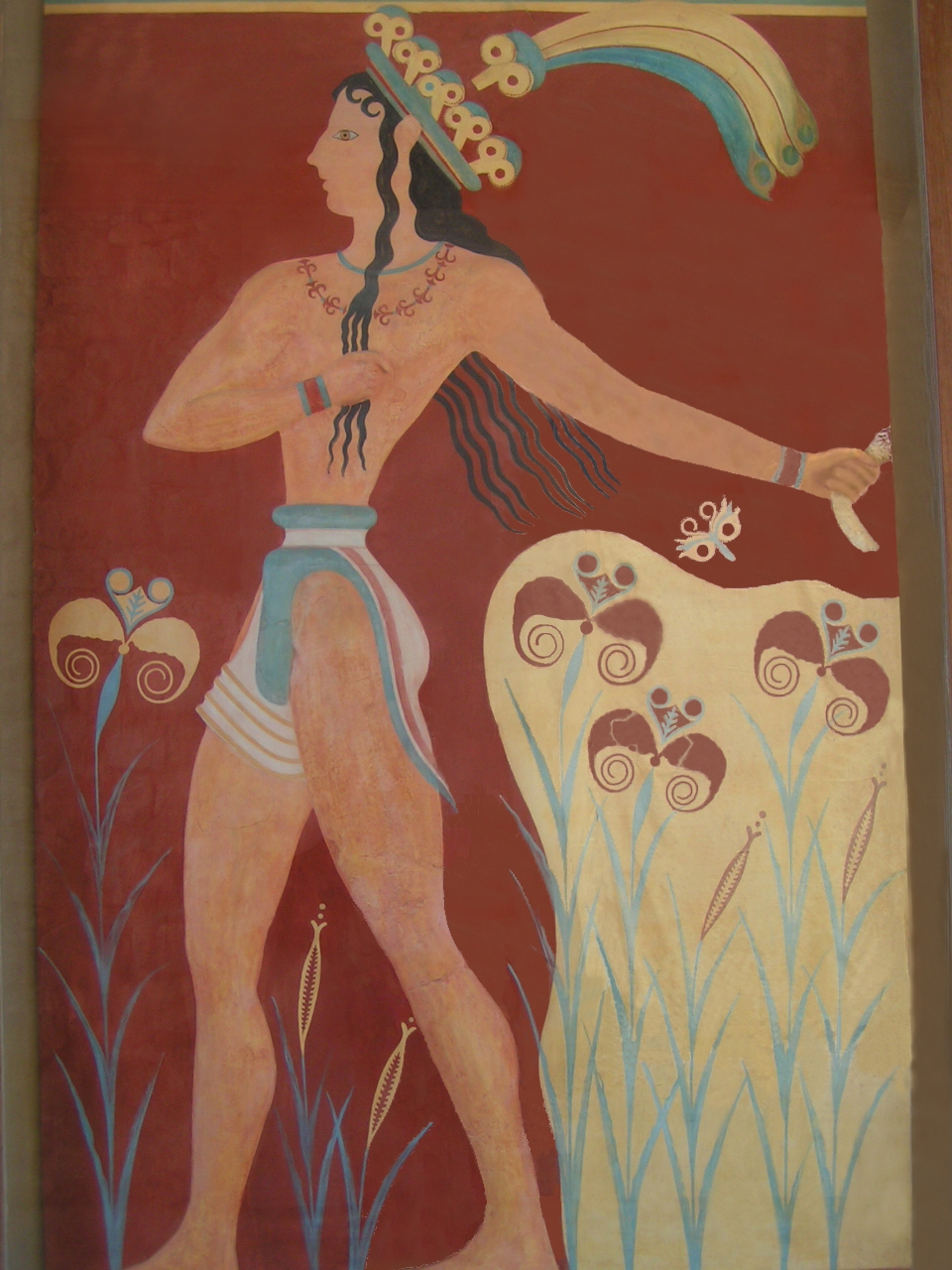
Palais de Knossos, le prince des "lys"

Pour les Égyptiens, l’iris est associé à Horus, le dieu Faucon, l’une des plus anciennes divinités égyptiennes. Horus symbolise le soleil du matin et celui du soir. Les couleurs vives et variées de la fleur en firent très vite le symbole d’un arc-en-ciel réunissant le ciel et la terre.

### Fleur des rois de France

Le lis n'est pas la fleur emblématique de la royauté française. Cet honneur serait associé à l'iris sous le nom héraldique de fleur de lys.
La légende dit que l'iris est d'abord devenu le talisman du roi Clovis. Alors qu'il était pourchassé par les Wisigoths près de Châtellerault en 507, il aurait traversé une rivière à gué, la Vienne, bordée de touffes d'iris jaune. Il en cueillit une fleur et partit vaillamment à la bataille. Pour célébrer sa victoire, il aurait troqué les crapauds de ses armoiries pour la symbolique de l'iris des marais, devenu son emblème, le symbole de la monarchie et de l'unité du royaume. Les rois de France en ornèrent leur blason dès 1150. À partir du roi Louis VII le Jeune, on l’appela fleur de Louis, qui, par déformation devint fleur de Louy puis fleur de lys.
Il a aussi été affirmé que la fleur de lys serait un ancien symbole des Francs saliens qui étaient originaires de Flandre où l'iris des marais (Iris pseudacorus L.) pousse en abondance sur les rives de la Lys, le cours d'eau le plus important de Flandre après l'Escaut. Le seigneur d'Armentières, une ville où coule cette rivière, en fit le motif de son blason. Lors de l'annexion de son fief par le roi des Francs, celui-ci décida à son tour de l'ajouter à son propre blason. Ainsi serait née la « fleur de Lys », qui n'aurait pas été un lys mais un iris. Par ailleurs, la fleur de lys serait la traduction littérale du vieux-francique lieschbloem, qui signifie fleur d'iris. Cette langue était parlée par les Francs saliens et les rois de France sont issus des rois Francs, cette dénomination peut avoir influencé le latin parlé en Gaule,.

### Emblème de Bruxelles-Capitale, du Québec et de Florence

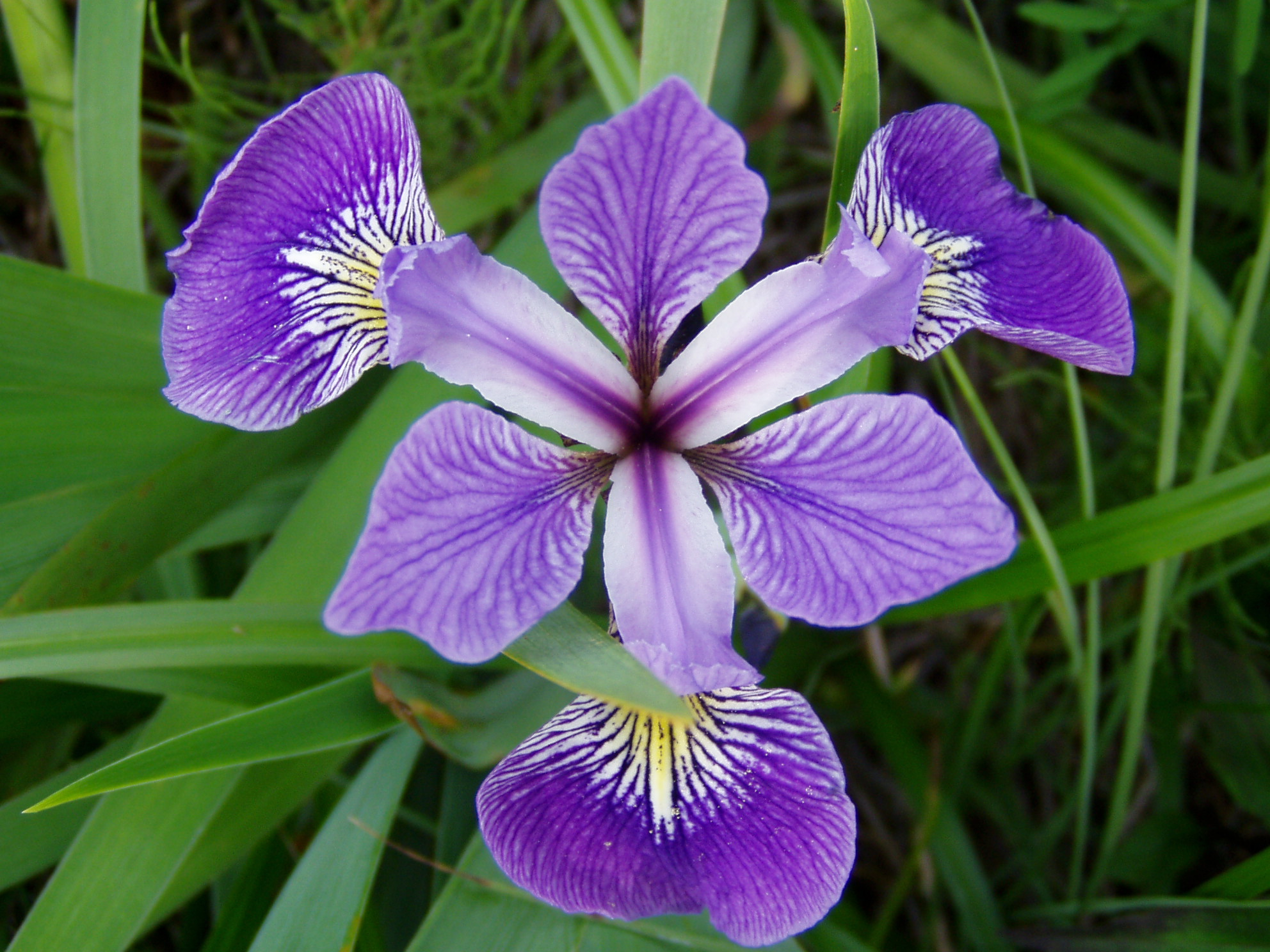
Iris versicolore. Emblème floral du Québec

Aujourd'hui, l'iris des marais (Iris pseudacorus, également appelé Iris faux-acore), dont les fleurs sont d'une belle couleur jaune, est l'emblème de la Région de Bruxelles-Capitale,, tandis que l'iris versicolore, à fleurs de couleur bleu vif à violet, (I. versicolor) est celui du Québec depuis 1999.
Le lys de Florence est également un iris de jardin.
L'iris d'Angleterre (Iris latifolia) est en fait à l'origine une belle espèce endémique des Pyrénées.

### Langage des fleurs

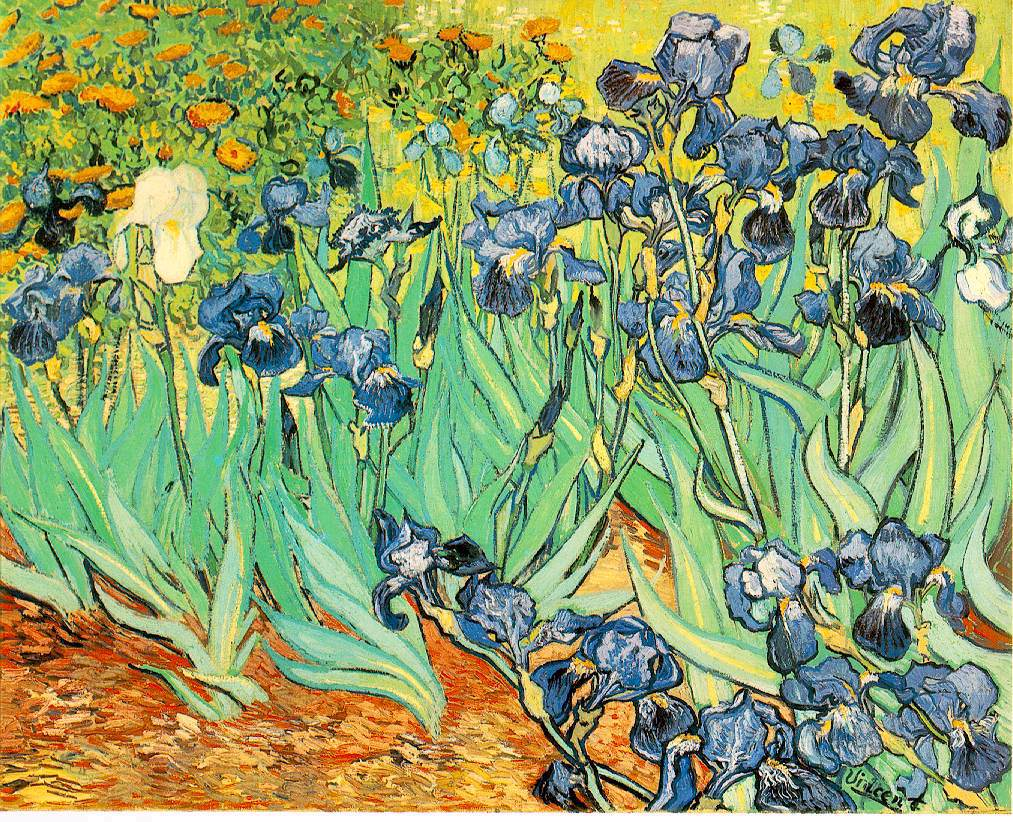
Les Iris de Vincent van Gogh

Dans le langage des fleurs, l'iris symbolise l'inconstance, le cœur tendre ou l'amour confiant.
L'iris blanc symbolise l'ardeur, le bleu la confiance.[réf. nécessaire]

### Mythologie
Dans la mythologie grecque, Iris était fille de Thaumos, fils de la Terre. Elle devint la favorite de Héra, à laquelle elle n'apportait jamais que de bonnes nouvelles. En récompense de ses services, elle fut changée en arc-en-ciel, symbole du retour du beau temps.

## Classification détaillée

### Sous-genreIris
Ce sont les iris « barbus » à rhizomes.

Quelques iris barbus à rhizomes du sous-genre Iris
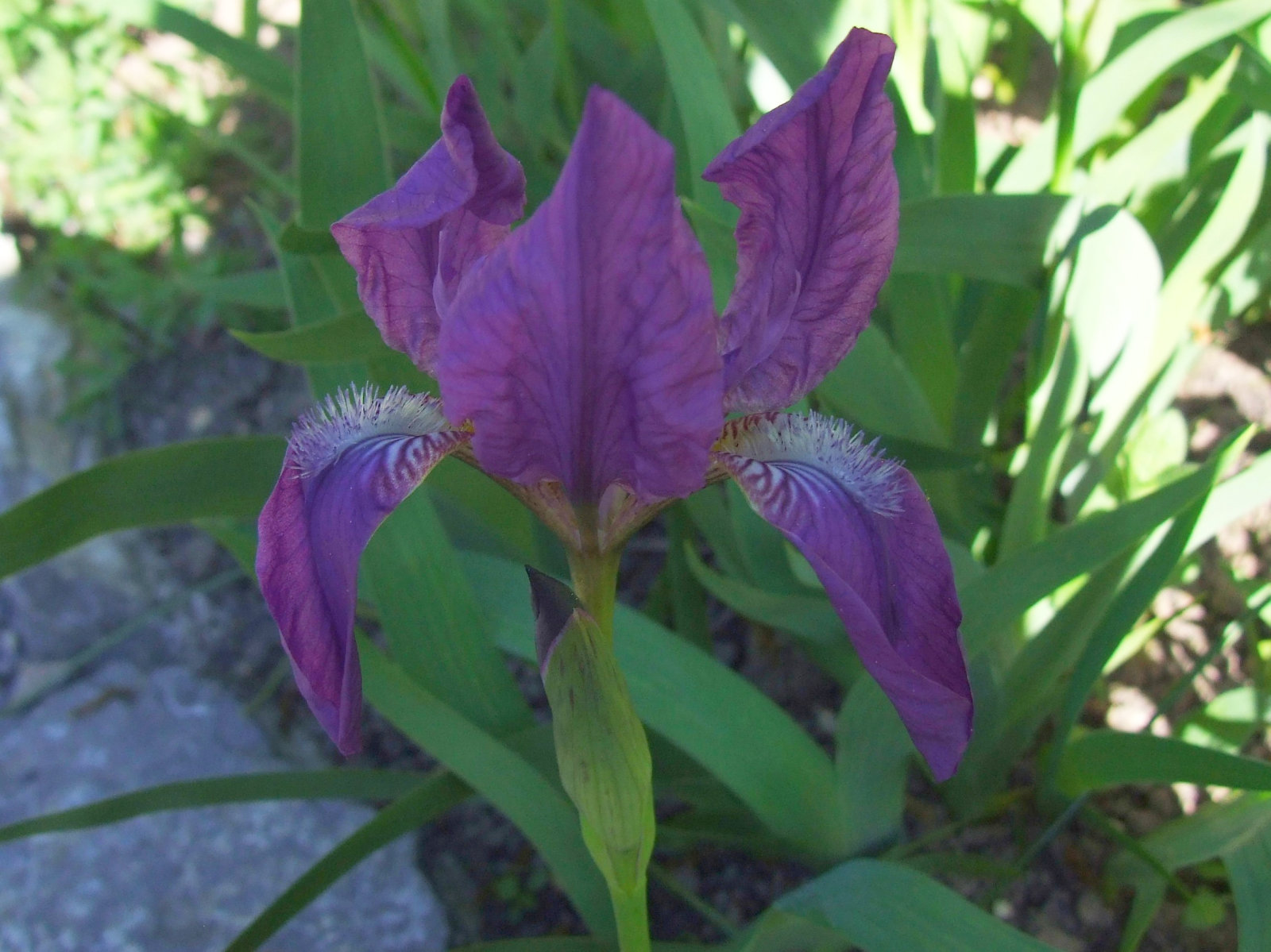
Iris aphylla, à barbe blanche
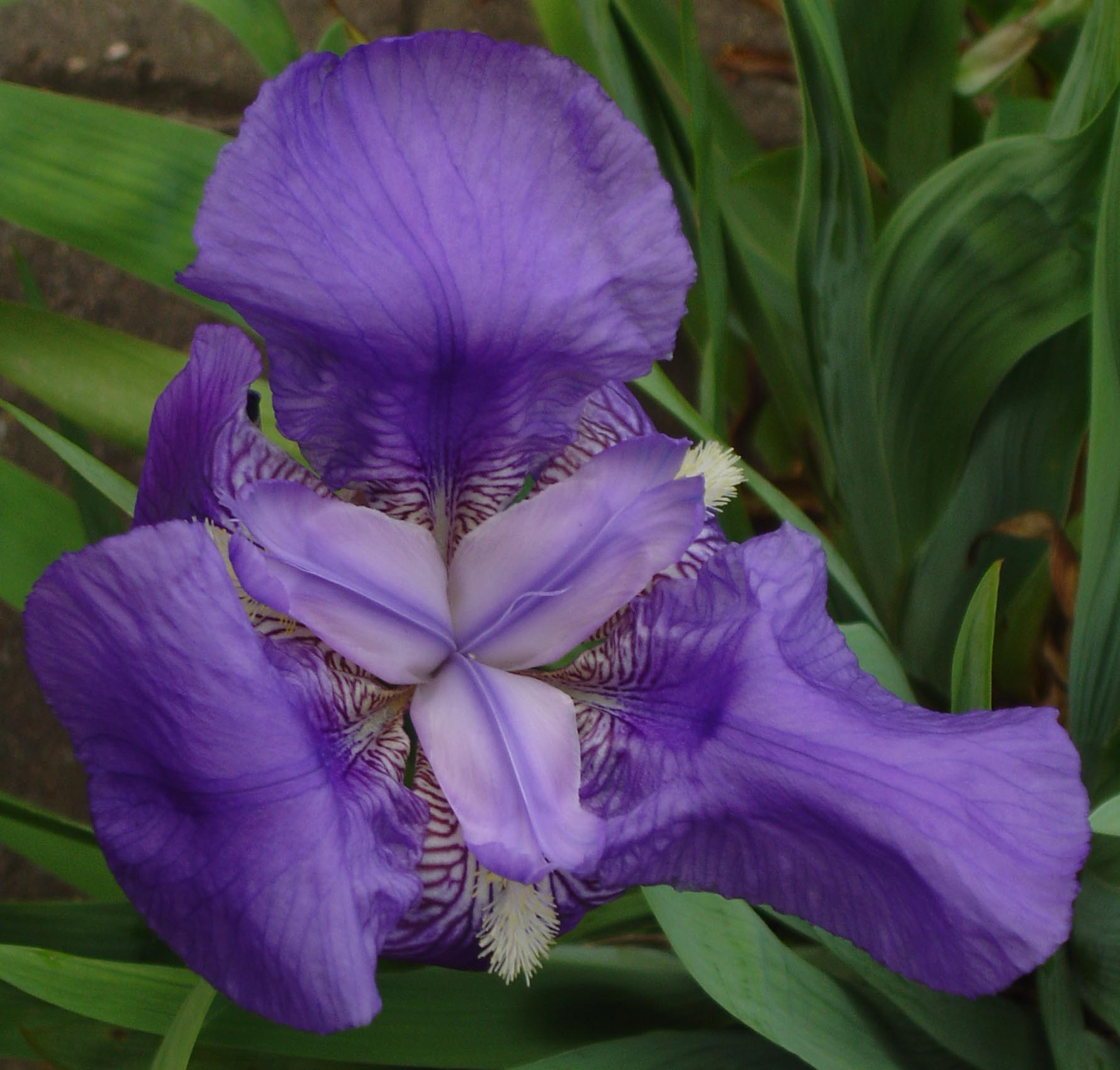
Iris germanica
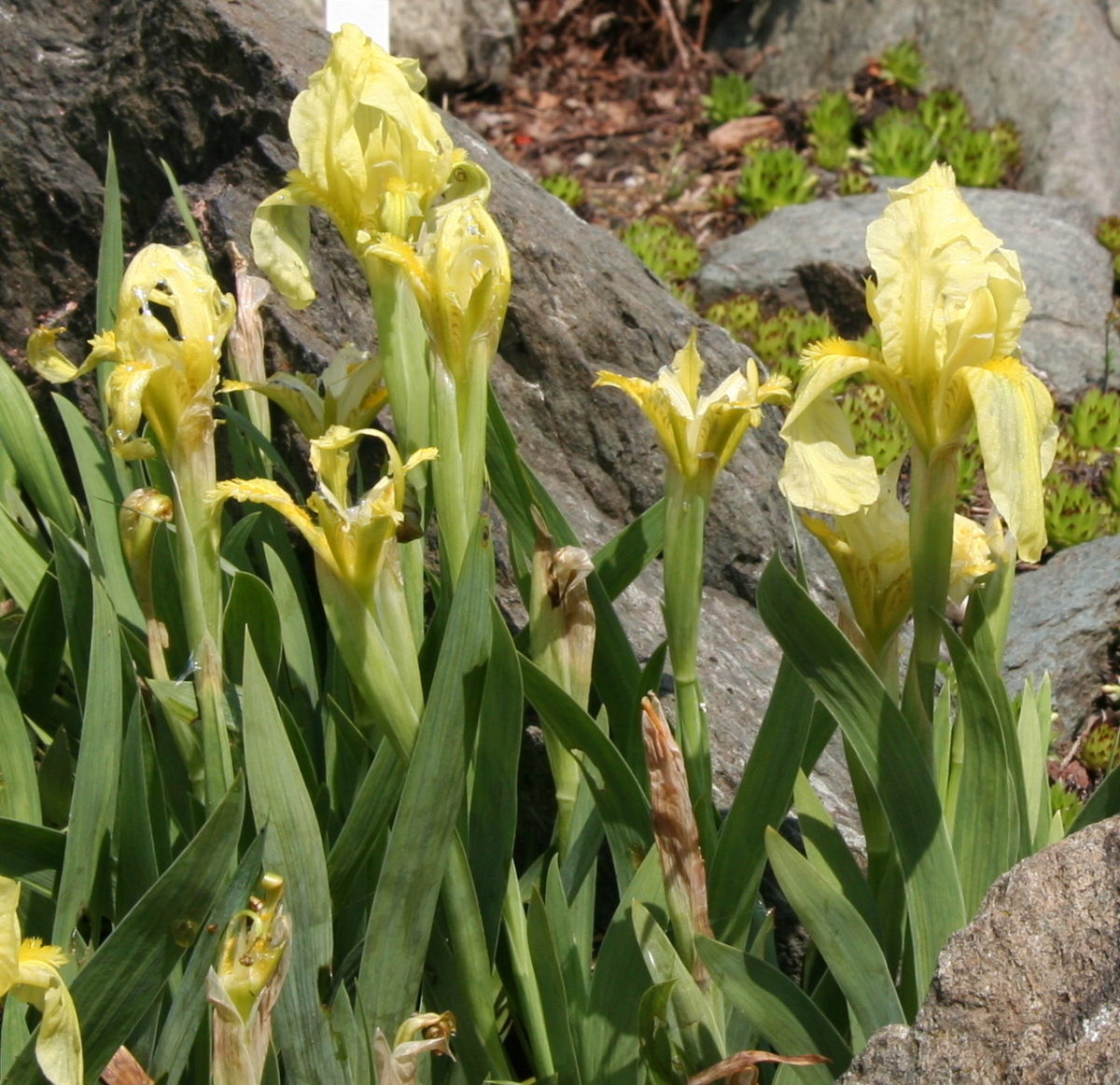
Iris reichenbachii
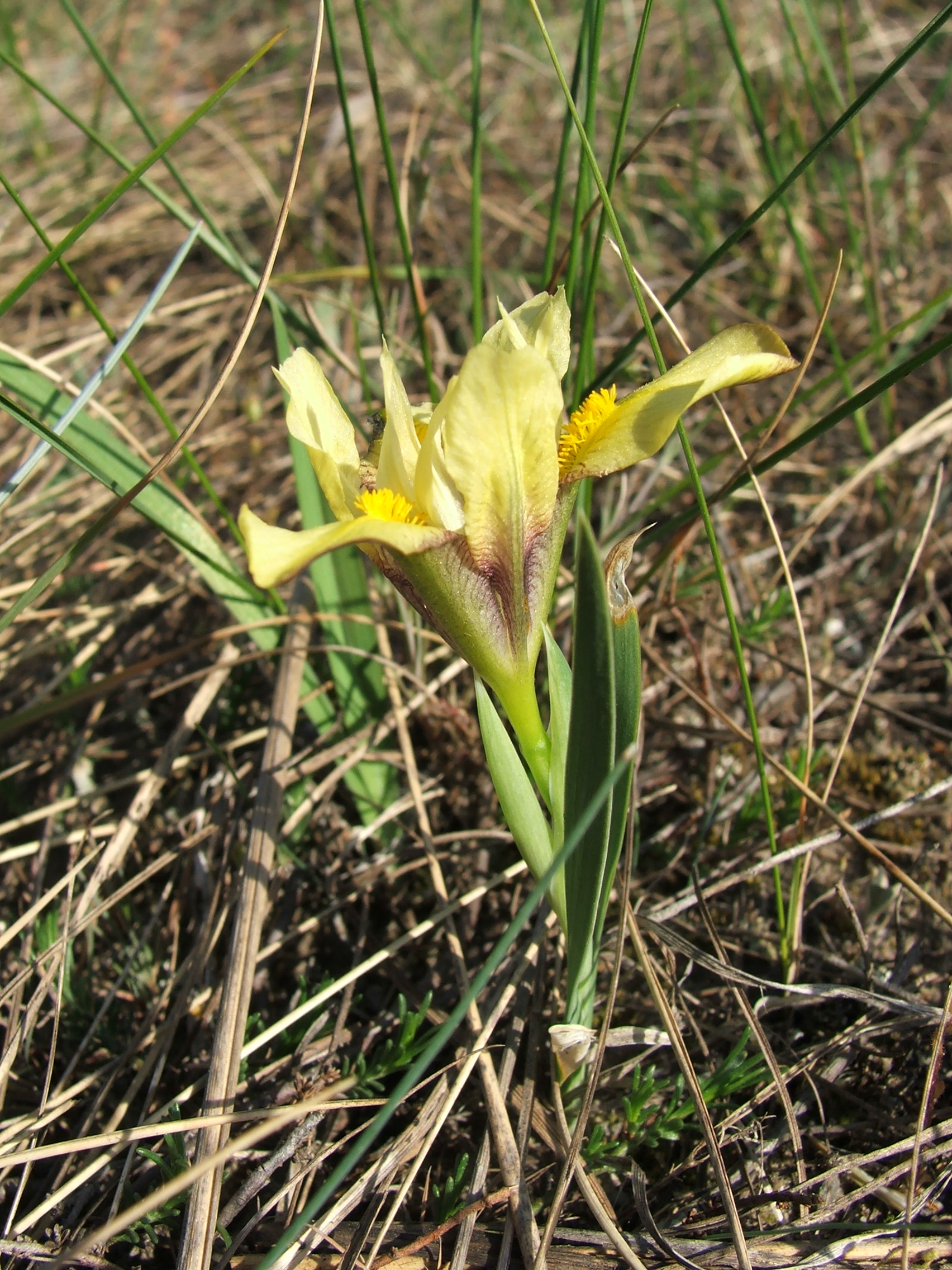
Iris arenaria
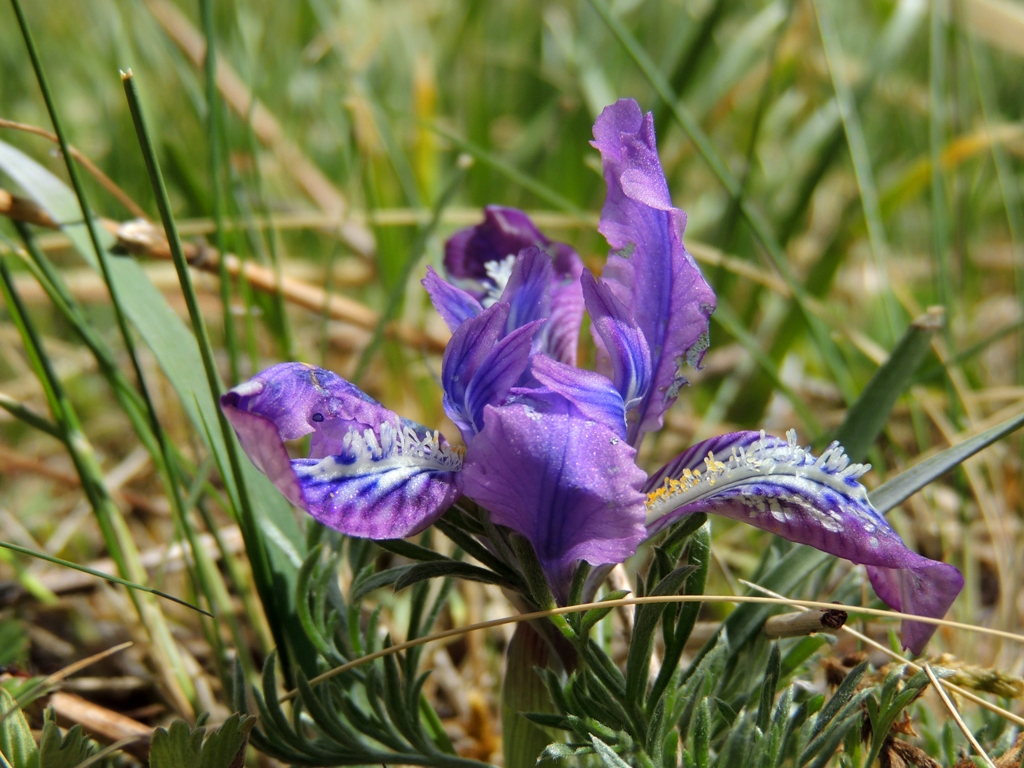
Iris tigridia
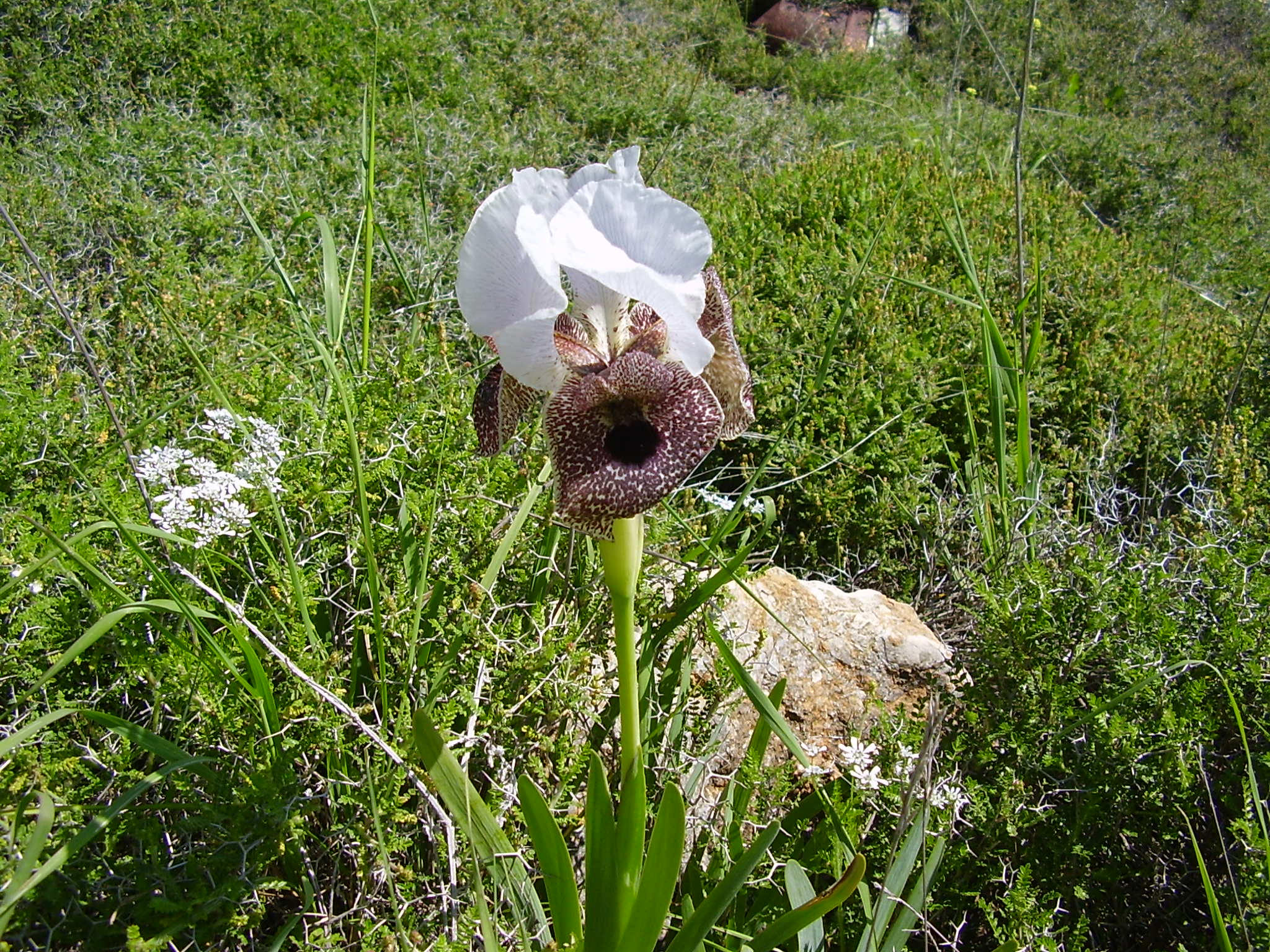
Iris bismarckiana

#### SectionIris
Ce sont des iris barbus :
- Iris adriatica Trinajstic ex Mitic
- Iris albertii Reg.
- Iris albicans
- Iris alexeenkoi Grossh.
- Iris aphylla L.
  - Iris aphylla subsp. hungarica (Waldst. & Kit.) Helgi
- Iris attica (Boiss. & Heldr.) Hayek
- Iris benacensis A.Kern. ex Stapf
- Iris bicapitata Colas
- Iris croatica – Perunika I.Horvat & M.D.Horvat
- Iris cypriana Foster & Baker
- Iris flavescens Delile
- Iris furcata Bieb. – Forked Iris
- Iris germanica L. incluant I. × barbata)
- Iris × germanica nothovar. florentina Dykes
- Iris glaucescens Bunge
- Iris griffithii Baker
- Iris hellenica Dionysios Mermygkas, Kit Tan & Artemios Yannitsaros
- Iris imbricata Lindl.
- Iris junonia Schott ex Kotschy
- Iris kashmiriana Baker
- Iris lutescens Lam. (including I. italica)
- Iris marsica I.Ricci & Colas.
- Iris mesopotamica – Iris mesopotamica
- Iris orjenii – Orjen Iris Bräuchler & Cikovac
- Iris pallida – Sweet Iris, Dalmatian Iris Lam.
  - Iris pallida subsp. cengialti (Ambrosi ex A.Kern.) Foster
  - Iris pallida subsp. illyrica (Iris illyrica) (Tomm. ex Vis.) K.Richt.
- Iris perrieri Simonet ex P.Fourn.
- Iris pseudopumila Tineo
- Iris pumila L.
- Iris purpureobractea B.Mathew & T.Baytop
- Iris relicta Colas.
- Iris reichenbachii Heuff. Iris reichenbachii
- Iris revoluta Colas.
- Iris sambucina L.
- Iris scariosa Willd. ex Link
- Iris schachtii Markgr.
- Iris setina Colas.
- Iris suaveolens Boiss. & Reut. (incluant I. iliensis)
- Iris subbiflora Brot.
- Iris taochia Woronow ex Grossh.
- Iris timofejewii Woronow
- Iris variegata L. Iris Hongrois

#### SectionOncocyclus
Ce sont les iris « à cercle gonflé », en référence à l'arille présent sur les graines :
- Iris acutiloba C.A.Mey. (including I. ewbankiana)
- Iris antilibanotica  Dinsm.
- Iris assadiana Chaudhary, Kirkw. & C.Weymolauth
- Iris atrofusca Baker
- Iris auranitica  Dinsm.
- Iris atropurpurea Baker
- Iris barnumae Baker & Foster
- Iris basaltica  Dinsm.
- Iris bismarckiana Reg.
- Iris bostrensis Mouterde
- Iris camillae Grossh.
- Iris cedreti Dinsm. ex Chaudhary
- Iris damascena Mouterde
- Iris gatesii Foster
- Iris grossheimii Woronow ex Grossh.
- Iris haynei (Baker) Mallet. – Gilboa Iris
- Iris hermona Dinsm. – Hermon Iris
- Iris heylandiana Boiss. & Reut.
- Iris iberica Hoffm.
  - Iris iberica subsp. elegantissima (Sosn.) Fed. & Takht.
  - Iris iberica subsp. lycotis (Woronow) Takht.
- Iris kirkwoodi (including I. calcarea)
- Iris lortetii Barbey ex Boiss.
  - Iris lortetii var. samariae (Dinsm.) Feinbrun
- Iris mariae Barbey.
- Iris meda Stapf
- Iris nigricans  Dinsm.
- Iris nectarifera Güner
- Iris paradoxa Steven
- Iris petrana Dinsm.
- Iris polakii Stapf
- Iris sari Schott ex Bak.
- Iris schelkownikowii Fomin
- Iris sofarana Foster
- Iris sprengeri Siehe
- Iris susiana L. – Mourning Iris
- Iris swensoniana  Chaudhary, G.Kirkw. & C.Weymouth
- Iris westii Dinsm.
- Iris yebrudii Dinsm. ex Chaudhary

#### SectionHexapogon
Ce sont les iris à 6 barbes :
- Iris falcifolia Bunge
- Iris longiscapa Ledeb.

#### SectionPsammiris
Ce sont les iris des sables :
- Iris arenaria Waldst. & Kit.
- Iris bloudowii Ledeb.
- Iris curvifolia Y.T.Zhao
- Iris humilis Georgi
- Iris kamelinii Alexeeva
- Iris mandschurica Maxim.
- Iris potaninii Maxim.
- Iris vorobievii N.S.Pavlova

#### SectionPseudoregelia
- Iris cuniculiformis Noltie & K.Y.Guan
- Iris dolichosiphon Noltie
- Iris goniocarpa Bak.
- Iris hookeriana Fost.
- Iris ivanovae Doronkin
- Iris kemaonensis Wall.
- Iris leptophylla Lingelsheim
- Iris narcissiflora  Diels.
- Iris sikkimensis Dykes
- Iris tigridia Bunge ex Ledeb.

#### SectionRegelia
- Iris afghanica Wendelbo
- Iris darwasicaRegel
- Iris heweri Grey-Wilson & Mathew
- Iris hoogiana Dykes
- Iris korolkowii Regel
- Iris kuschkensis Grey-Wilson & Mathew
- Iris lineata Foster ex Regel
- Iris stolonifera Maxim.

### Sous-genreLimniris
Ce sont les iris à rhizomes sans barbe, ou apogon.

Quelques iris à rhizomes sans barbe du sous-genre Limiris
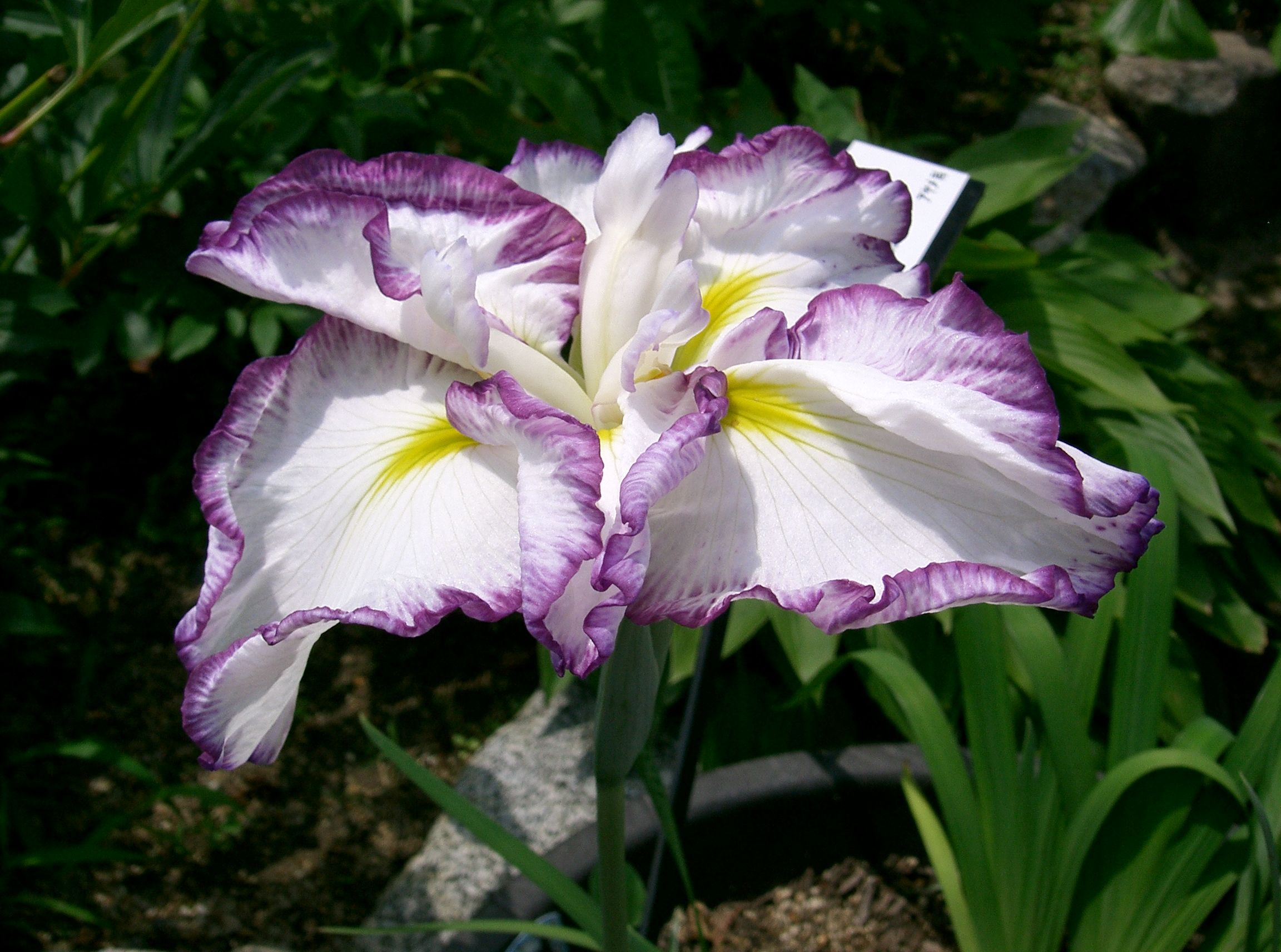
Iris ensata
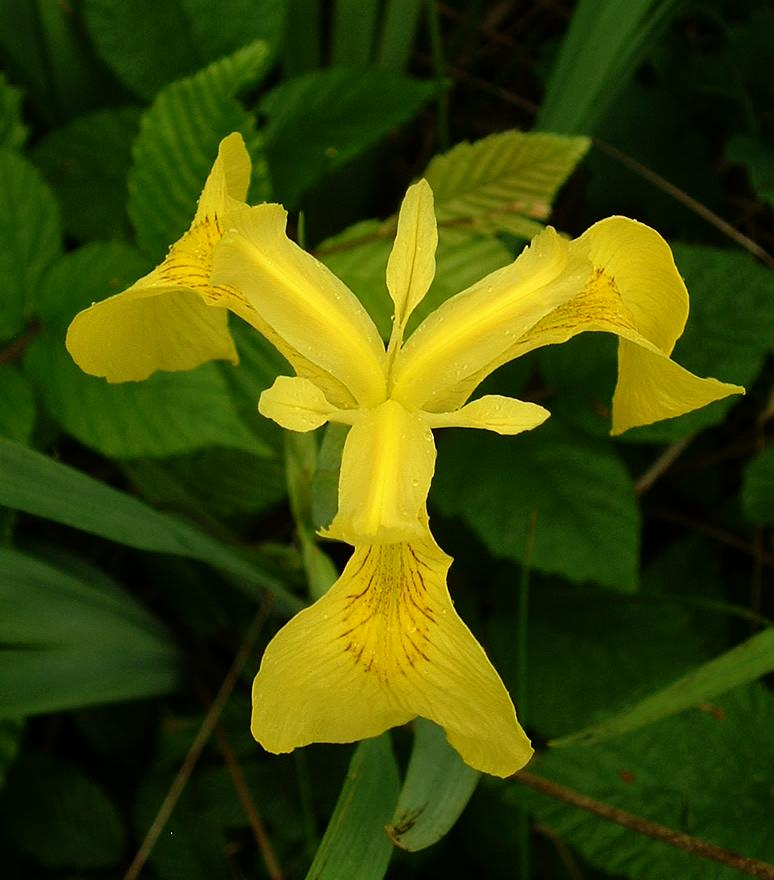
Iris pseudacorus
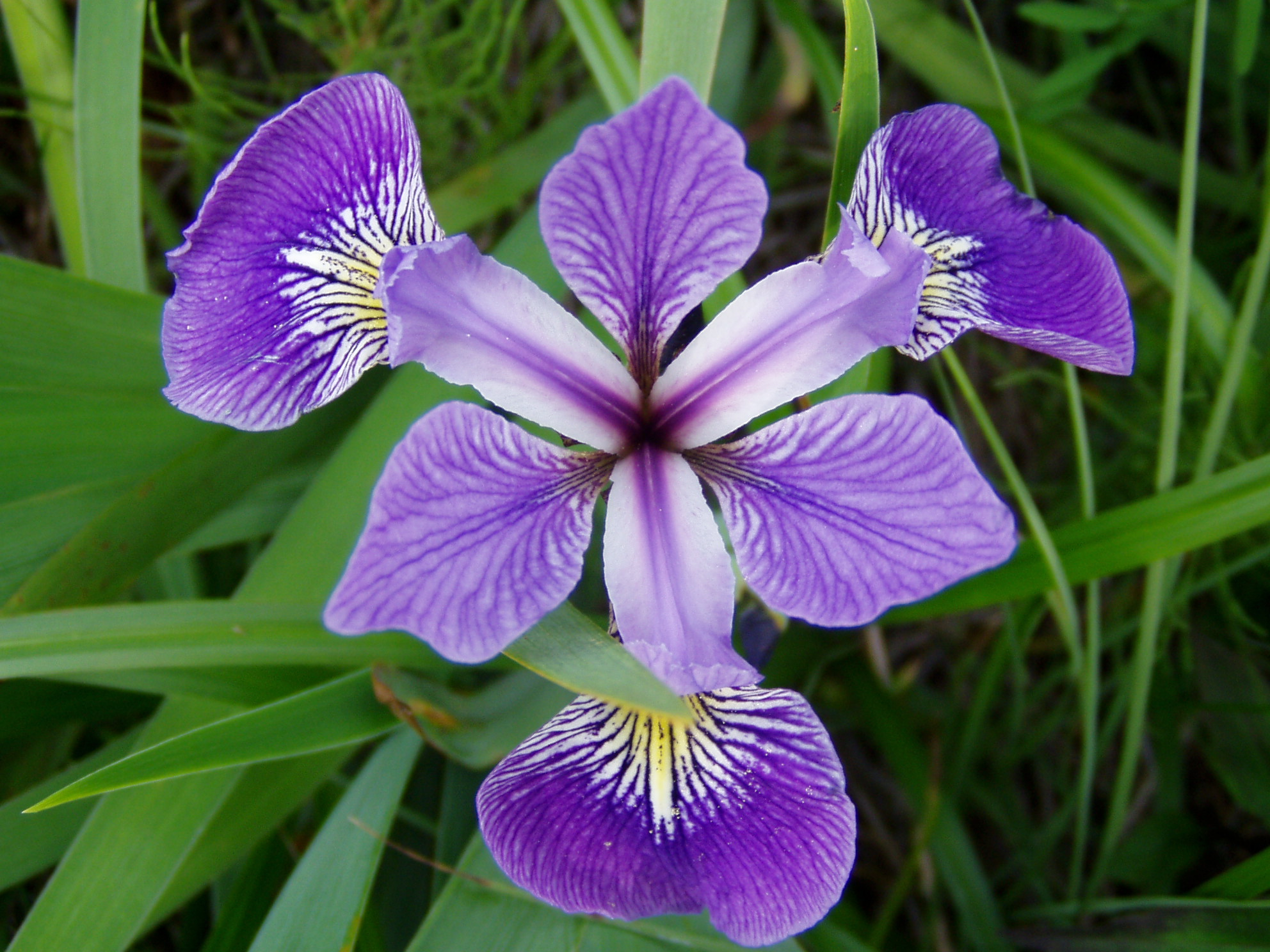
Iris versicolor
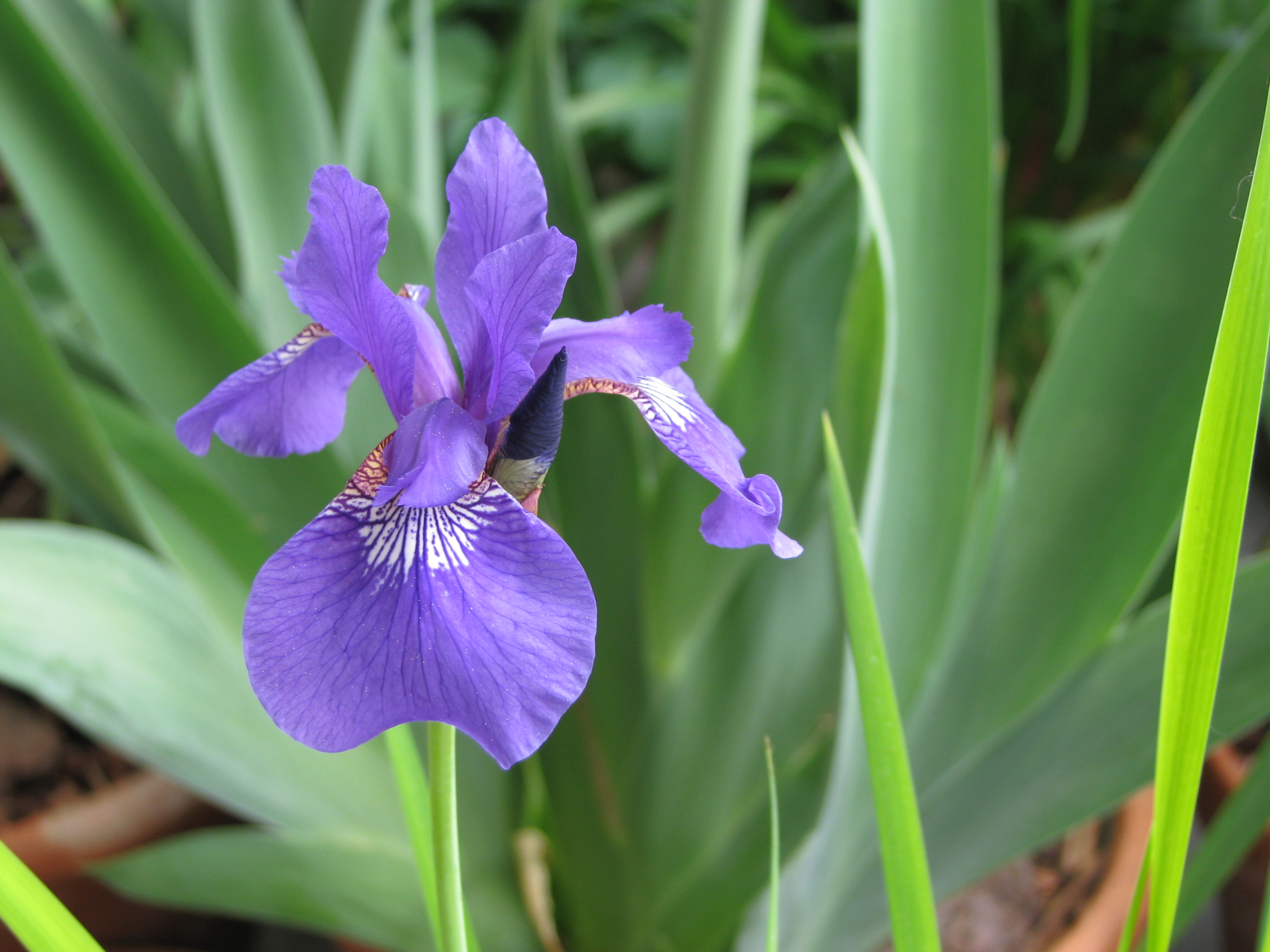
Iris sanguinea
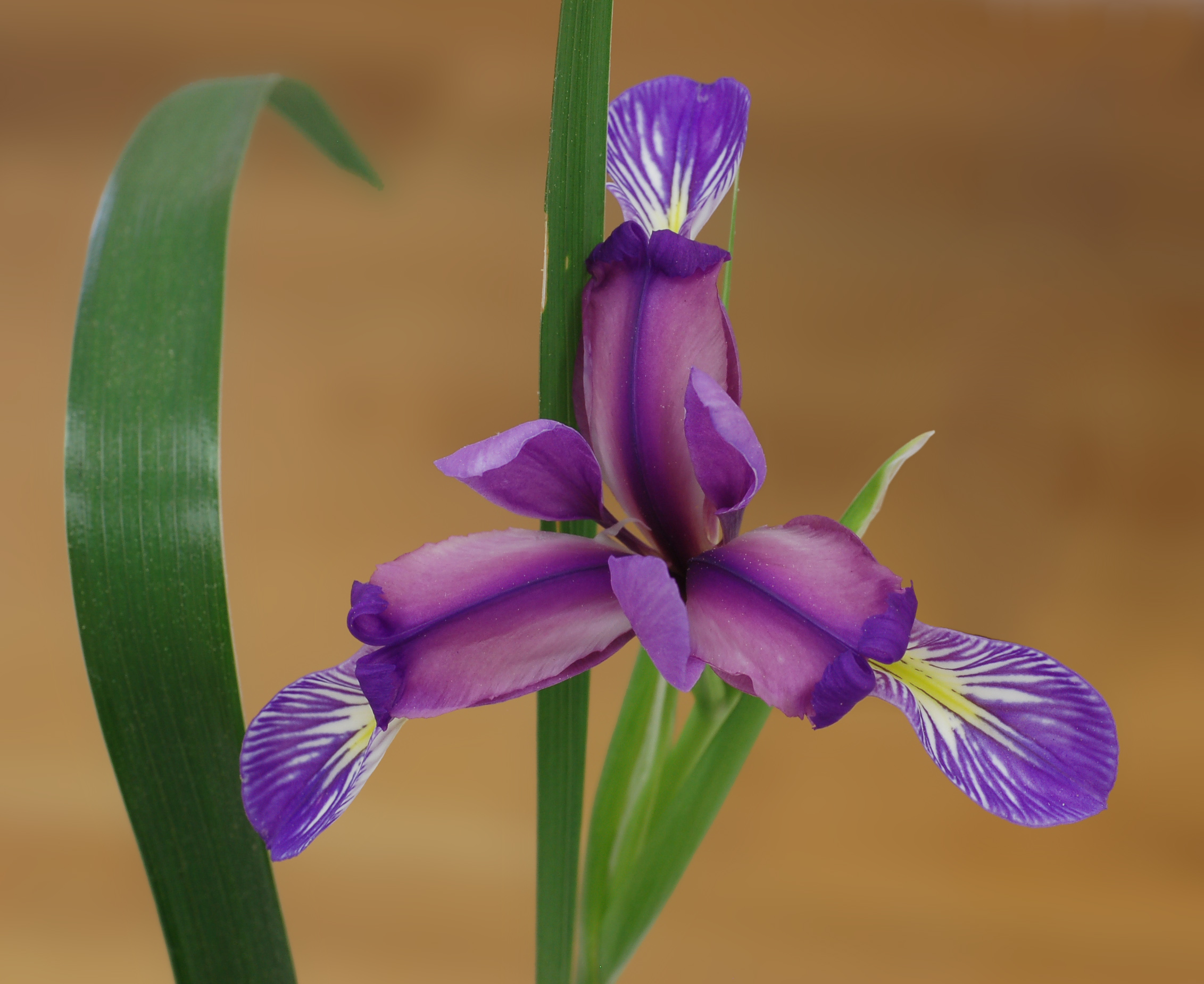
Iris graminea
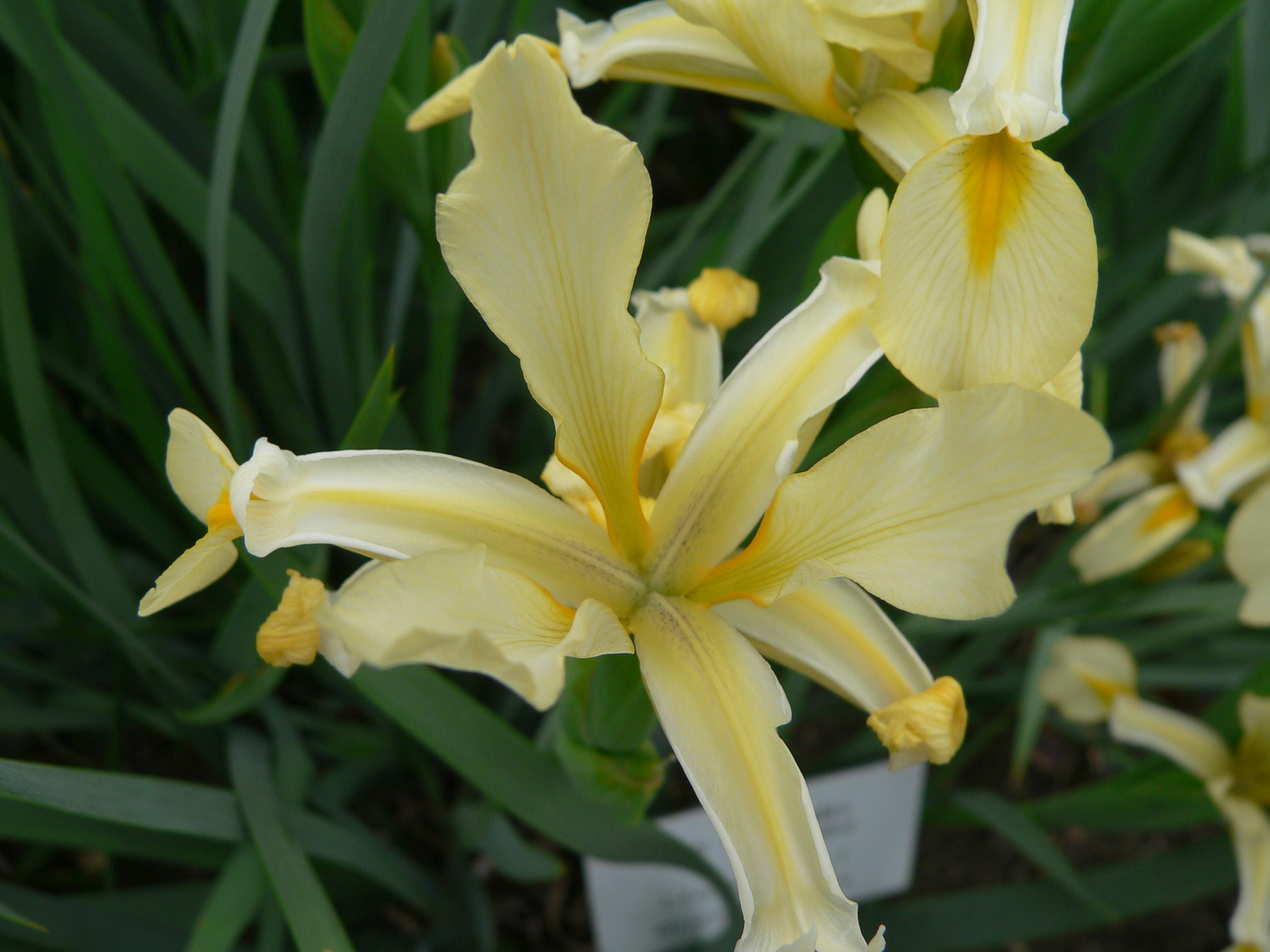
Iris orientalis
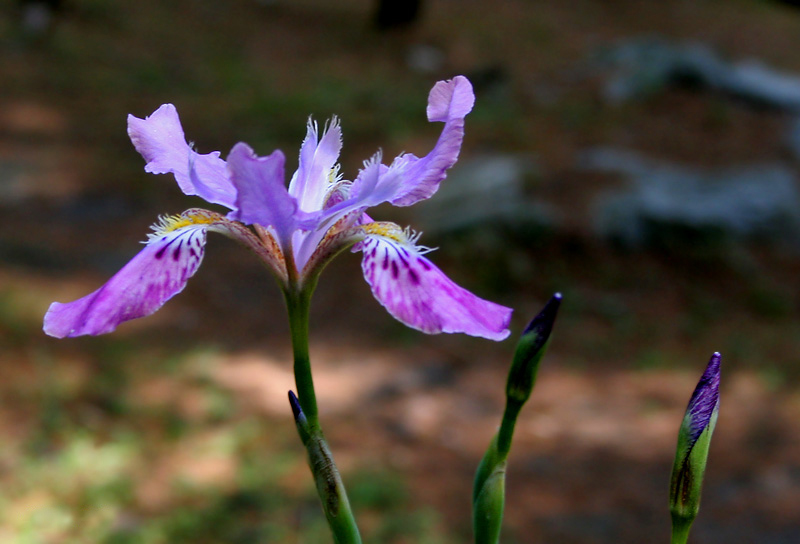
Iris milesii
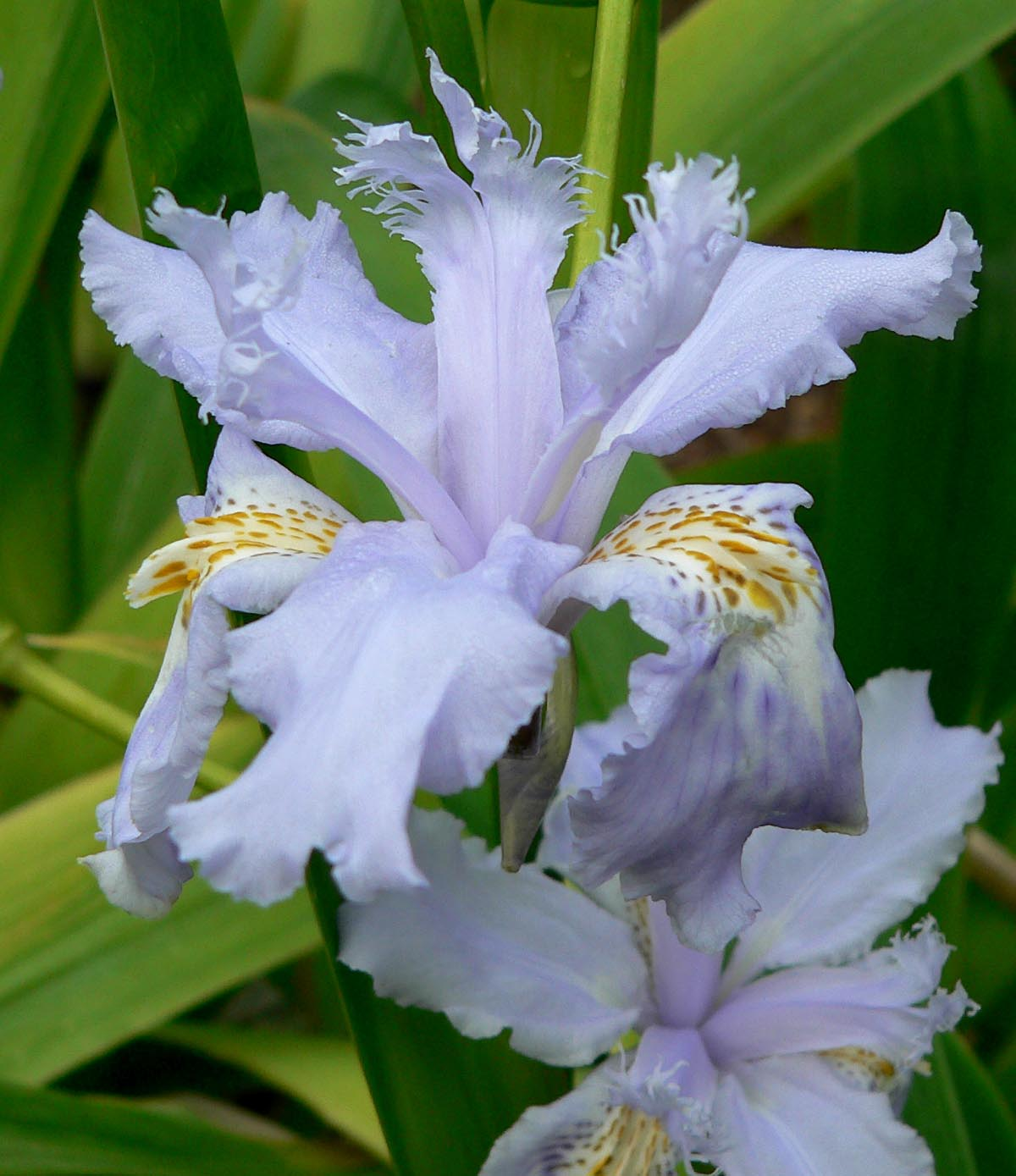
Iris wattii

#### SectionLimniris
- Série Californicae
  - Iris bracteata
  - Iris chrysophylla
  - Iris douglasiana
  - Iris fernaldii
  - Iris hartwegii
  - Iris innominata
  - Iris macrosiphon
  - Iris munzii
  - Iris purdyi
  - Iris tenax Iris d'Oregon
  - Iris tenuissima Dykes
- Series Chinenses (de l'Est de l'Asie)
  - Iris henryi Baker
  - Iris koreana Nakai
  - Iris minutoaurea Makino
  - Iris odaesanensis Y.N.Lee
  - Iris proantha Diels
  - Iris rossii Baker
  - Iris speculatrix Hance
- Series Ensatae
  - Iris lactea Pall.
- Series Foetidissimae
  - Iris foetidissima L. – Stinking Iris, Gladwin Iris, Stinking Gladwin, Gladdon, Roast-beef Plant
- Series Hexagonae (connu sous le nom d'Iris de Louisiane)
  - Iris brevicaulis Raf. ; Zigzag Iris
  - Iris fulva Ker-Gawl.
  - Iris giganticaerulea
  - Iris hexagona Walt.
  - Iris nelsonii Randolph
  - Iris savannarum Small
- Series Laevigatae
  - Iris ensata Thunb.
  - Iris laevigata Fisch
  - Iris maackii Maxim.
  - Iris pseudacorus L.
  - Iris versicolor L.
  - Iris virginica L.
- Series Longipetalae (Iris à longs pétales)
  - Iris longipetala Herb.
  - Iris missouriensis
- Series Prismaticae
  - Iris prismaticaPursh ex Ker-Gawl.
- Series Ruthenicae
  - Iris ruthenica Ker-Gawl.
  - Iris uniflora Pall.
- Series Sibiricae (Iris de Sibérie)
  - Iris bulleyana Dykes
  - Iris chrysographes – Black Iris
  - Iris clarkei Baker
  - Iris delavayi Micheli
  - Iris forrestii Dykes
  - Iris sanguinea Hornem. ex Donn
  - Iris sibirica – Siberian Iris
  - Iris typhifolia Kitag.
  - Iris wilsonii C.H.Wright
- Series Spuriae
  - Iris brandzae Prod.
  - Iris crocea Jacquem. ex R.C.Foster
  - Iris graminea L.
  - Iris halophila Pall.
    - Iris halophila var. sogdiana (Bunge) Grubov

  - Iris kerneriana Asch. & Sint.
  - Iris ludwigii Maxim.
  - Iris notha M.Bieb.
  - Iris orientalis Mill.
  - Iris pontica Zapal.
  - Iris pseudonotha Galushko
  - Iris sintenisii Janka
  - Iris spuria – Blue Iris
    - Iris spuria subsp. carthaliniae (Fomin) B.Mathew 
    - Iris spuria subsp. demetrii  (Achv. & Mirzoeva) B.Mathew 
    - Iris spuria subsp. maritima (Dykes) P.Fourn. 
    - Iris spuria subsp. musulmanica  (Fomin) Takht. 
    - Iris xanthospuria B.Mathew & T.Baytop
- Series Syriacae (Espèces dont la base des feuilles est gonflée).
  - Iris grant-duffii Baker
  - Iris masia Foster
- Series Tenuifoliae (principalement des plantes semi-désertiques)
  - Iris anguifuga Y.T.Zhao & X.J.Xue
  - Iris bungei Maxim.
  - Iris cathayensis Migo
  - Iris farreri Dykes
  - Iris kobayashii Kitag.
  - Iris loczyi Kanitz
  - Iris qinghainica Y.T.Zhao
  - Iris songarica Schrenk
  - Iris tenuifolia Pall.
  - Iris ventricosa Pall.
- Series Tripetalae (A 3 pétales)
  - Iris hookeri Penny – Hooker's Iris
  - Iris setosa Pallas ex Link – (Beachhead Iris)
  - Iris tridentata Pursh – Savanna Iris
- Series Unguiculares
  - Iris lazica Albov
  - Iris unguicularis Poir.
- Series Vernae
  - Iris verna L. – Iris verna

#### SectionLophiris
iris à crête, aussi appelés Section Evansias.
- Iris confusa Sealy
- Iris cristata Aiton
- Iris formosana Ohwi
- Iris henryi A.Gray
- Iris japonica Thunb.
- Iris lacustris Nutt.
- Iris latistyla Y.T.Zhao
- Iris milesii Foster
- Iris speculatrix Hance
- Iris subdichotoma Y.T.Zhao
- Iris tectorum Maxim.
- Iris tenuis S.Wats.
- Iris wattii Baker ex Hook.f.

#### SectionUnguiculares
- Iris lazica Albov
- Iris unguicularis Poiret

hybrides non catégorisés
- Iris thompsonii R.C.Foster – (Thompson's Iris) (formerly in I. innominata)
- Iris × robusta E.Anderson. – (Robust Iris) (I. versicolor × I. Virginica)
- Iris × sancti-cyriJ.Rousseau – (Saint-Cyr iris) (I. hookeri × I. versicolor)

### Sous-genreXiphium
Iris à bulbes mous. Anciennement genre Xiphion. Iris espagnol

Quelques iris à bulbes mous du sous-genre Xiphium
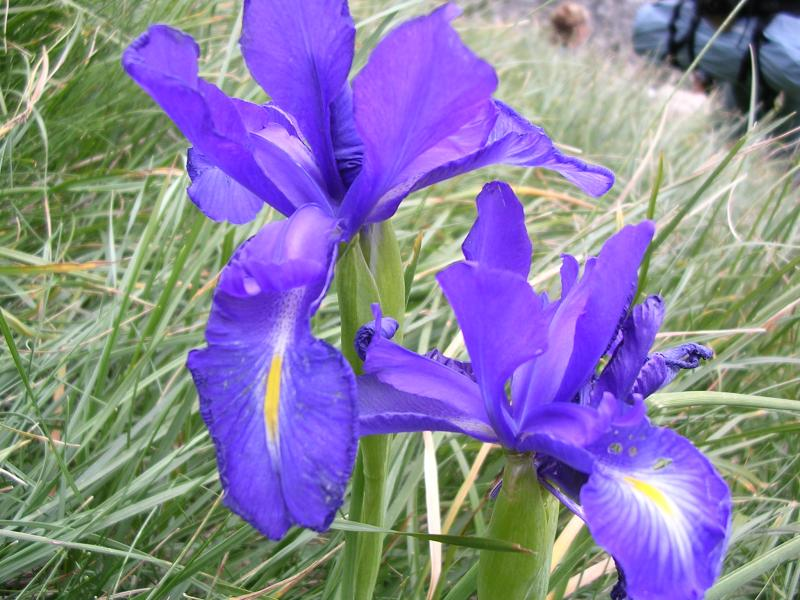
Iris latifolia
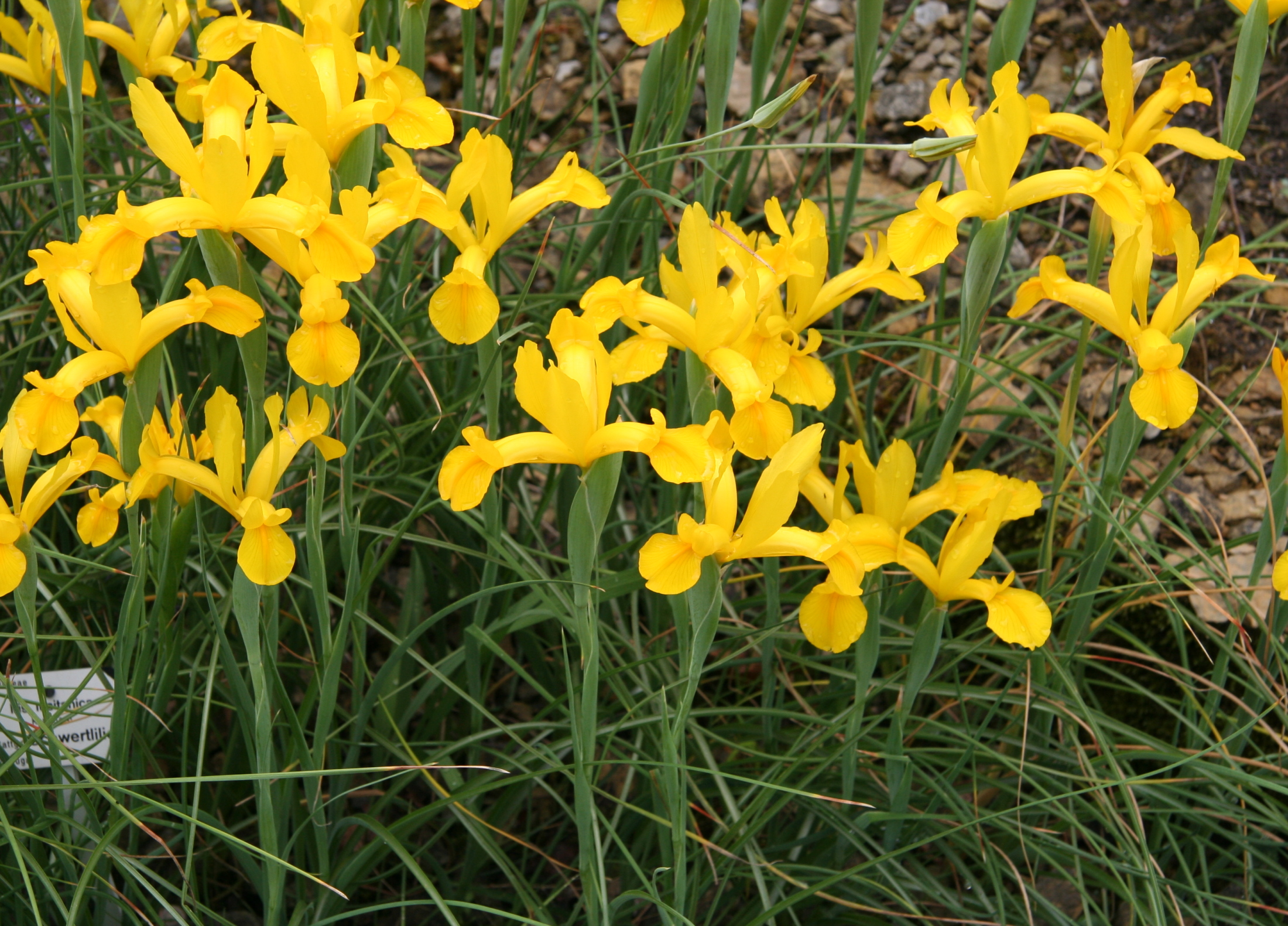
Iris lusitanica

- Iris boissieri Henriq
- Iris filifolia Boiss.
- Iris juncea Poir.
- Iris latifolia (Mill.) Voss – Iris des Pyrénées (English Iris)
- Iris lusitanica Ker Gawl.
- Iris rutherfordii M Rodriguez, P Vargas, M Carine and S Jury
- Iris serotina Willk. in Willk. & Lange
- Iris tingitana Boiss. & Reut. – (Iris du Maroc)
- Iris xiphium L. – Iris Espagnol

### Sous-genreNepalensis
Iris bulbeux. Anciennement genre Junopsis.
- Iris collettii Hook.
- Iris decora Wall.
- Iris staintonii H Hara
- Iris barbatula Noltie & Guan

### Sous-genreScorpiris
Iris à bulbes mous surnommés "junos". Anciennement genre Juno.

Quelques iris à bulbes mous du sous-genre Scorpiris
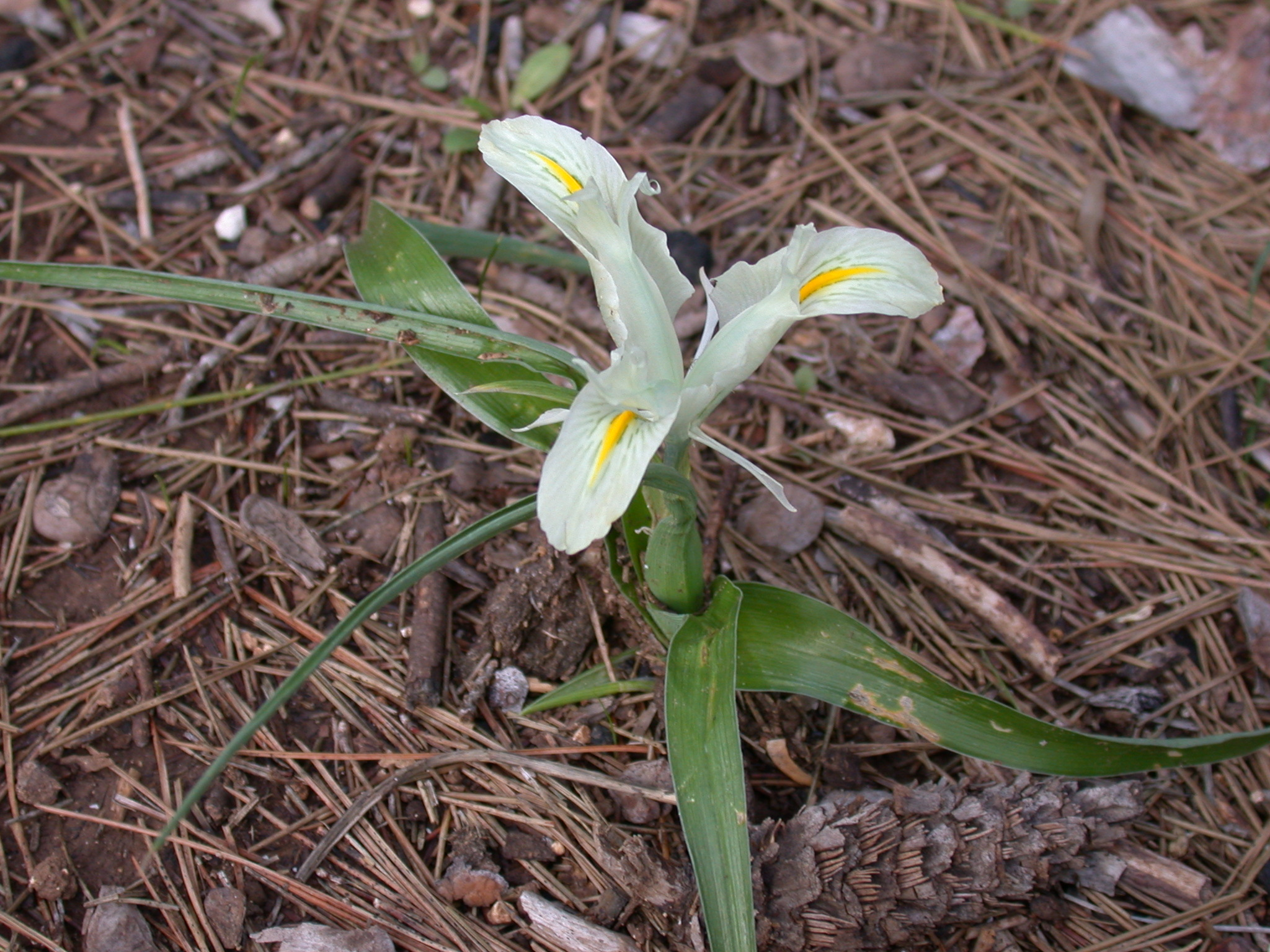
Iris palaestina
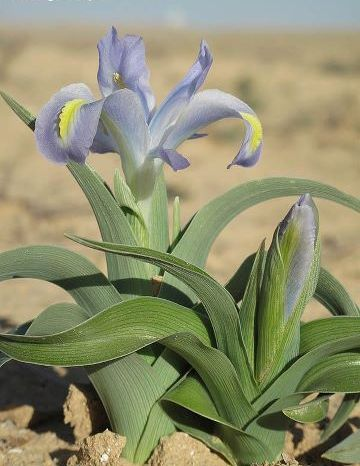
Iris regis-uzziae

- Iris albomarginata R.C.Foster
- Iris aucheri (Baker) Sealy (incluant I. sindjarensis)
- Iris bucharica Foster
- Iris caucasica Hoffm.
- Iris cycloglossa Wendelbo
- Iris drepanophylla Aitch. & Baker
- Iris fosteriana Aitch. & Baker
- Iris graeberiana Sealy
- Iris kuschakewicziiB.Fedtsch
- Iris magnifica Vved.
- Iris maracandica (Vved.) Wendelbo
- Iris narynensis O.Fedtsch.
- Iris narbutii O.Fedtsch.
- Iris orchioides Carriere
- Iris palaestina (Bak.) Boiss.
- Iris persica L.
- Iris planifolia (Mill.) Fiori & Paol.
- Iris pseudocaucasica Grossh.
- Iris regis-uzziae Feinbrun
- Iris rosenbachiana Reg.
- Iris stenophylla Hausskn ex Baker
- Iris tubergeniana Foster (Vved)
- Iris vicaria Vved.
- Iris warleyensis Foster
- Iris willmottiana Foster
- Iris zaprjagajewii Abramov
- Iris zenaidae Botschant

### Sous-genreHermodactyloides
Iris à bulbe réticulé. Anciennement genre Iridodictyum.

Quelques iris à bulbe réticulé du sous-genre Hermodactyloides
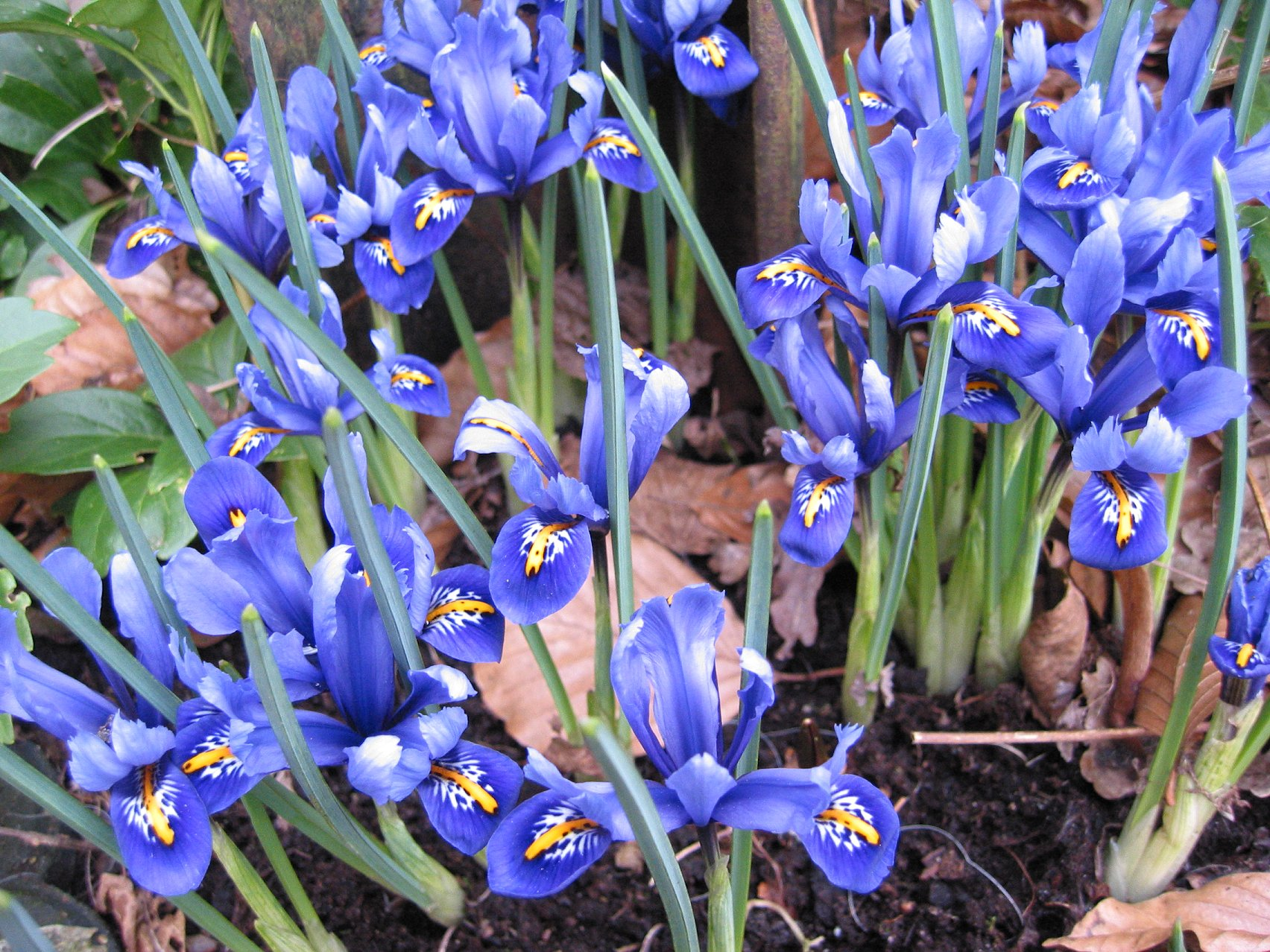
Iris reticulata
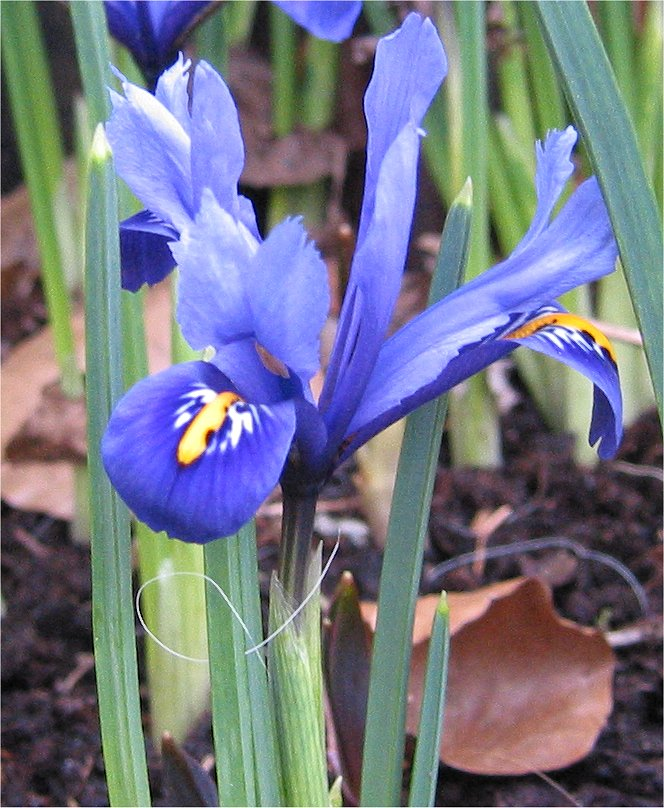
Iris reticulata

- Iris danfordiae (Baker) Boiss.
- Iris histrio Rchb.f.
- Iris histrioides (G.F.Wilson) S.Arn.
- Iris hyrcana Woronow ex Grossh
- Iris kolpakowskiana Regel
- Iris pamphylica Hedge
- Iris pskemensis Ruskans
- Iris reticulata M Bieb. (includes Iris reticulata var. bakeriana Mathew and Wendelbo)
- Iris tuberosa L. (anciennement Hermodactylus tuberosus)
- Iris vartanii Foster
- Iris winkleri Regel
- Iris winogradowii Fomin

### Autres
- Iris dichotoma Pall. (Vesper Iris) (anciennement Pardanthopsis)
- Iris domestica

### Bases de données taxonomiques
- (en) BioLib : Iris L. (consulté le 14 novembre 2020)
- (en) Catalogue of Life : Iris Saussure, 1869 (consulté le 30 mars 2023)
- (en) Flora of North America : Iris  (consulté le 14 novembre 2020)
- (en) Flora of China : Iris  (consulté le 14 novembre 2020)
- (en) Flora of Pakistan : Iris  (consulté le 14 novembre 2020)
- (fr + en) ITIS : Iris  L. (consulté le 14 novembre 2020)
- (en) World Checklist of Selected Plant Families (WCSP) : Iris  Tourn. ex L. (1753)  (consulté le 14 novembre 2020)
- (en) NCBI : Iris (taxons inclus) (consulté le 14 novembre 2020)
- (en) The Plant List : Iris  (consulté le 14 novembre 2020)
- (en) Tree of Life Web Project : Iris (consulté le 14 novembre 2020)
- (en) Tropicos : Iris L.  (+ liste sous-taxons) (consulté le 14 novembre 2020)
- (en) WoRMS : Iris L. (+ liste espèces) (consulté le 14 novembre 2020)

### Autres liens externes
- Société Française des Iris et plantes Bulbeuses  (fr)
- Tout savoir sur les iris expliqué par L'iriseraie
- Glossaire des iris (site la Société française des iris et plantes bulbeuses (SFIB))
- un site web complet sur les iris (en)
- The American Iris Society  (en)
- Iris Enzyclopedia of the American Iris Society  (en)
- Historic Iris Preservation Society  (en)